# Чинквеченто

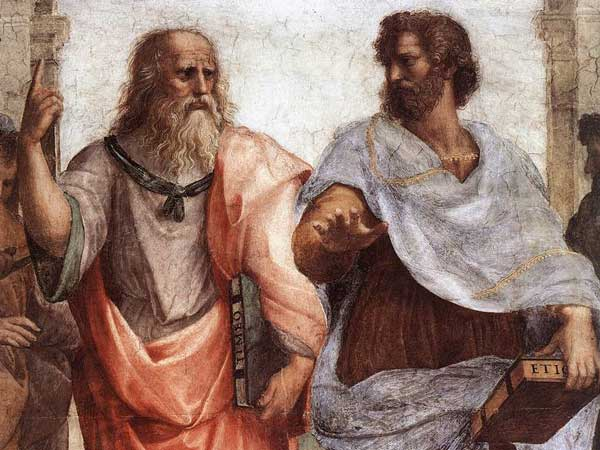
Рафаель. Два Філософи, деталь фрески «Афінська школа», Ватикан

Чинквеченто (італ. cinquecento — букв. п'ятсот, а також 1500-ті роки) італійська назва XVI століття.

## Назва

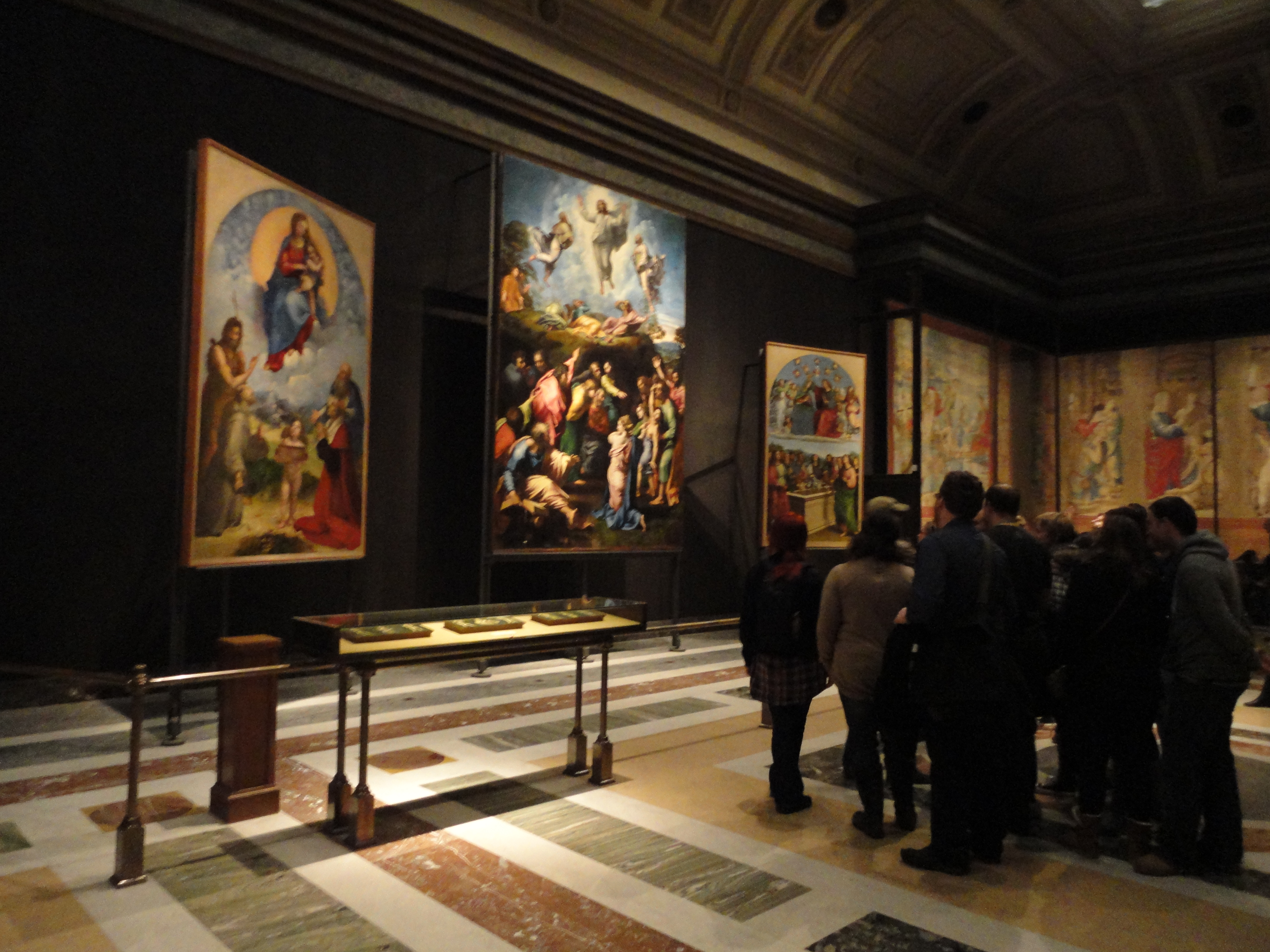
Пінакотека Ватикану, зала з картинами Рафаеля

Назва «чинквеченто» — ніяк не описує добу і не дає ясних характеристик для тих складних політичних, світоглядних, мистецьких проблем, що мали місце в XVI столітті в Західній Європі. Тобто, термін «чинквеченто» досить умовний.

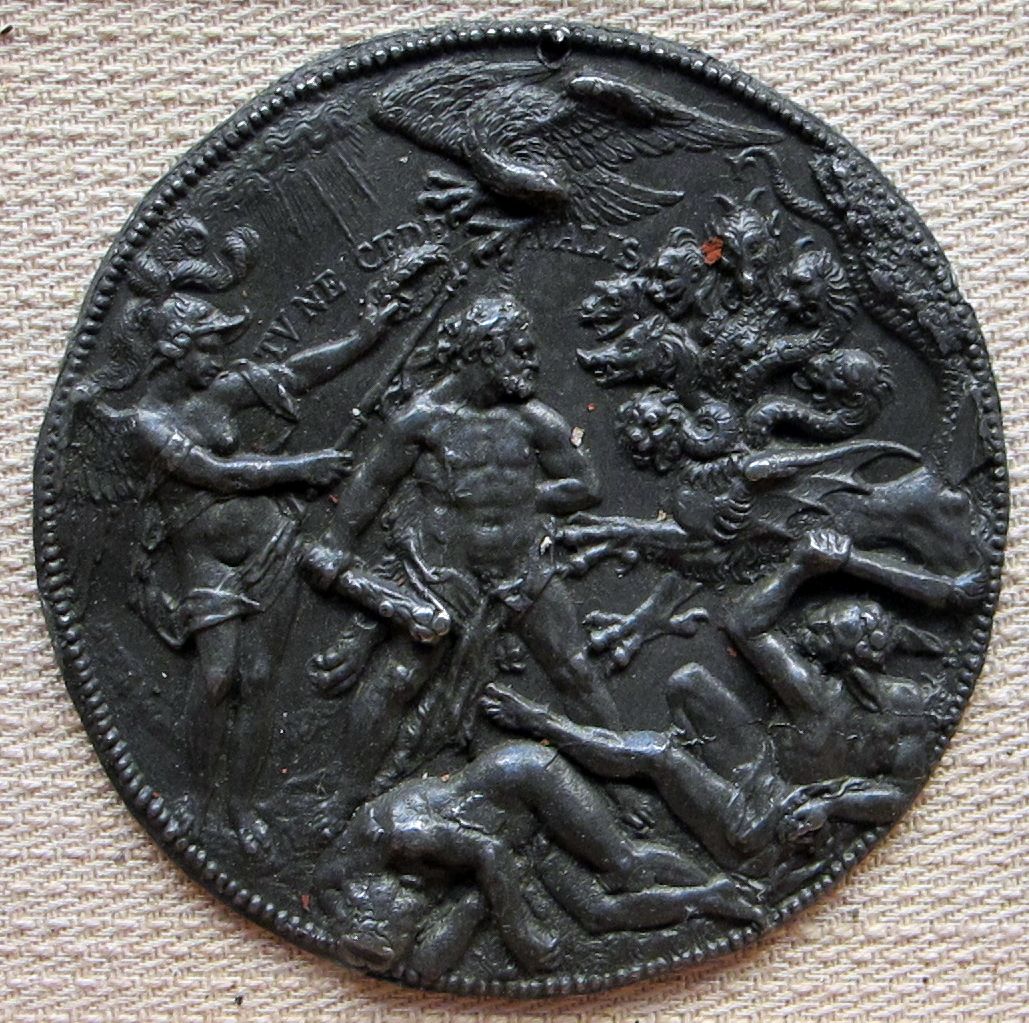
Леоне Леоні. «Геркулес перемагає гідру» пам'ятна медаль, середина XVI ст.
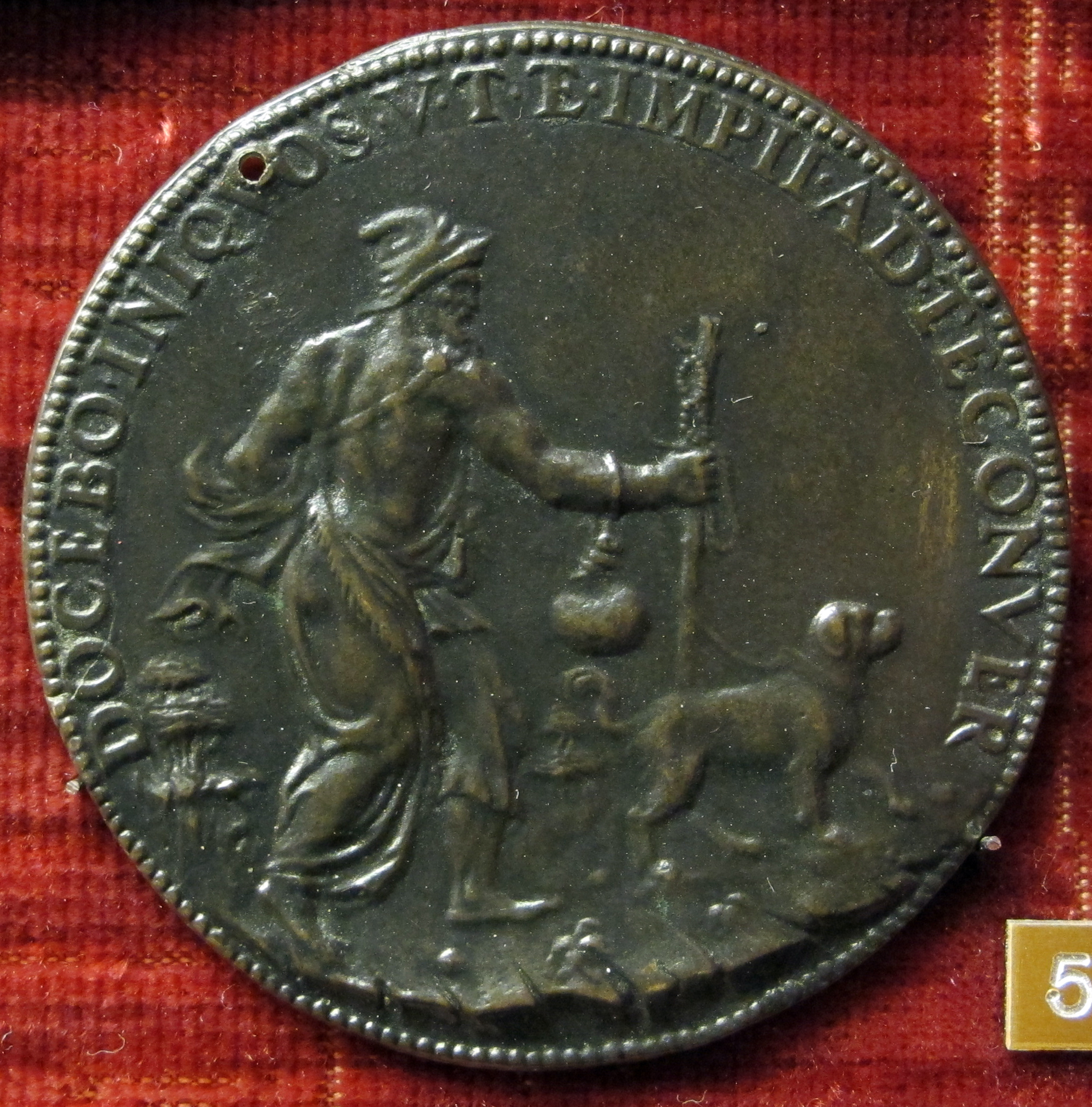
Леоне Леоні. медаль «Мікеланджело Буонарроті». Реверс з фігурою-уособленням постійних творчих пошуків, 1561 р. (?)

Істориками мистецтва і культури традиційно використовується для позначення певного періоду в розвитку італійського мистецтва Відродження — періоду кінця Високого Відродження і Пізнього Відродження. У цей час працювали найвідоміші майстри Італії — Джованні Белліні, Леонардо да Вінчі, Мікеланджело, Рафаель Санті, Джорджоне і Тиціан, за життя прозвані сучасниками «божественними», а також Веронезе і Тінторетто, чия творчість належить до пізнього Відродження, заключного періоду в історії італійського Ренесансу. XVI століття — також період виникнення стилю маньєризм і раннього бароко.

## Стан в архітектурі
Стан в архітектурі нагадує стан майбутніх (а не минулих століть), коли його початок, середина і кінець мало схожі або не схожі між собою, незважаючи на традицію. На розвиток архітектури значно вплинули зміни у світогляді, зміни мистецьких стилів і пришвидшення історичного процесу в Європі в межах навіть одного століття, чого ще не було у XII–XIV століттях.

## Початок XVI століття

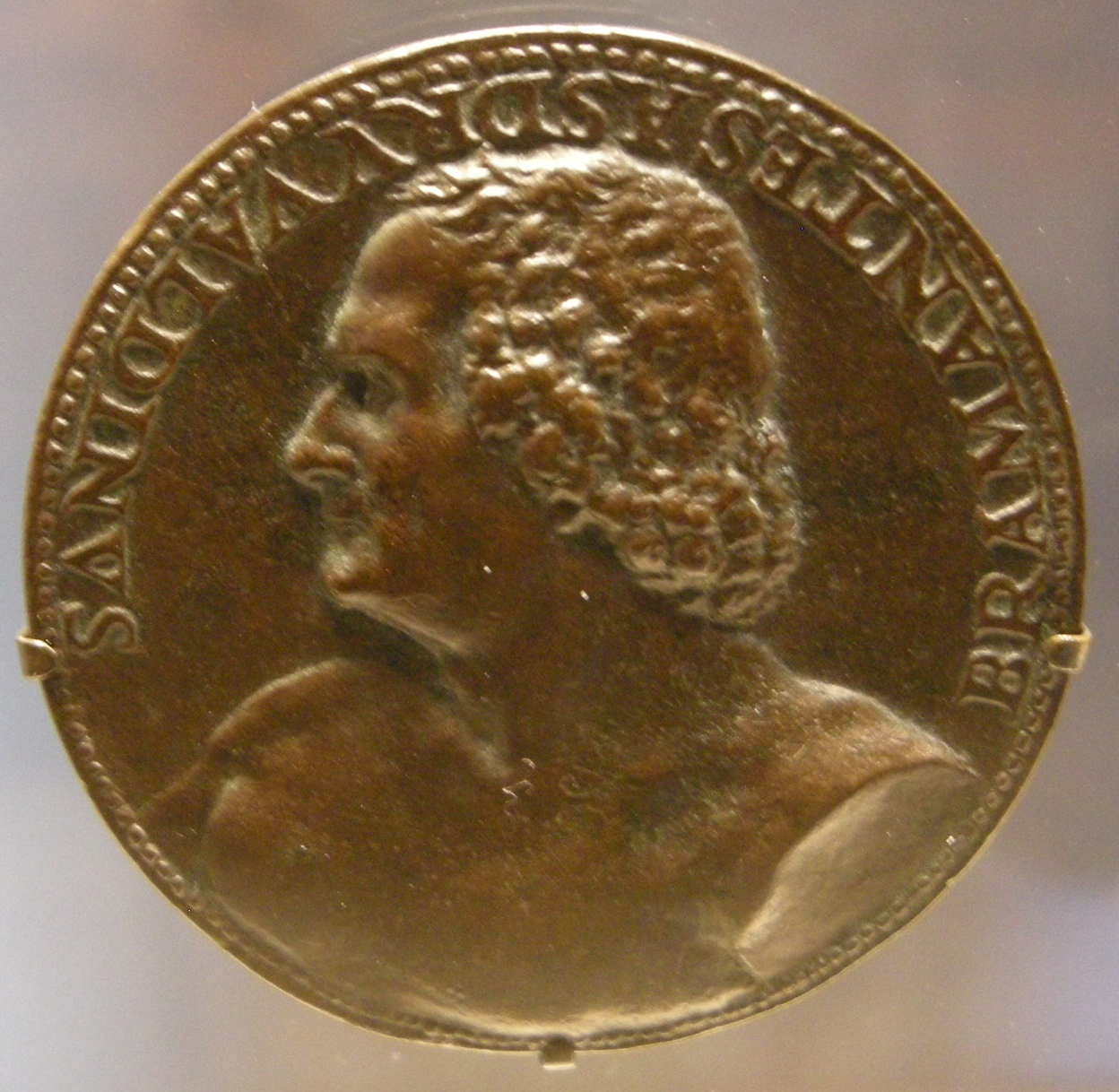
Карадоссо, архітектор Донато Браманте, 1506, Національна галерея мистецтв, Вашингтон.

Браманте, проект собору Св. Петра, 1-й варіант споруди

Кінець XV ст. — і початок XVI в архітектурі Італії тісно пов'язані з творчістю Донато Браманте. Хронологічно період Високого Відродження був досить коротким. Різні дослідники (в залежності від радикальності оцінок) обмежують його у 15–30 років. Тобто, довгим — він не був, хоча його вплив на митців і мистецтво доби був велетенським.
Термін у 30 років (1490—1520) достовірніший, бо показує витоки досягнень Браманте і найкращі їхні зразки. Він отримав посаду головного архітектора папи римського Юлія ІІ і частково перетворив розрізнені, хаотичні, ще середньовічні за характером споруди Ватикану — у єдиний, художньо виразний ансамбль ( двори Ватикану, галереї, бібліотека, театр просто неба, ренесансний сад з партерами — пізніше перебудовано усе, крім фасадів).
Після смерті Браманте у 1514 р. його стилістику в архітектурі вдало продовжували — Рафаель Санті, Антоніо да Сангалло Старший, Бальдассаре Перуцци. В стилістиці Високого Відродження створені і архітектурні начерки Леонардо да Вінчі (що не займався реальним будівництвом в цей час), і проекти Мікеланджело, якого примусять займатися архітектурою вельможні замовники пізніше. Термін у 30 років — замалий для будівництва, бо техніка будівництва була ще досить примітивною. Навіть споруди Браманте в Ватикані (корпус бібліотеки) обвалилися і їх відновили у первісних формах пізніше. Споруди Високого Відродження були величні, монументальні, на диво гармонійні — тому за 30 років встигли вибудувати лише невелику їх кількість. Майже всі вони виникли у Мілані (поодинокі зразки) або в самому Римі чи навколо нього, серед них:
- інтер'єр, церква Санта Марія прессо Сан Сатіро, Мілан (Браманте)
- Фасади Іонічного дворику, церква Сант Амброджо, Мілан (Браманте)
- Палаццо Канчеллерія, Рим (бригада архітекторів)
- Темп'єтто, храмик-ротонда у дворику монастиря Сан Пьєтро ін Монторіо, Рим (Браманте)
- Двір Бельведера, Ватикан, Рим (Браманте)
- перший проект собору Св. Петра, Рим (не здійснено, проект Браманте істотно перероблено і змінено)
- церква Санта Марія делла Консолаціоне, Тоді
- Церква Сан Б'яджо (Монтепульчіано) ( церква Мадонна ді Сан Б'яджо, архітектор Антоніо да Сангалло старший)
- фасади трьох палаців, Рим (Рафаель Санті)
- палаццо Пандольфіні, Флоренція (проект, Рафаель Санті)
- вілла Мадама, (початок споруди, Рафаель Санті, покинута недобудованою)

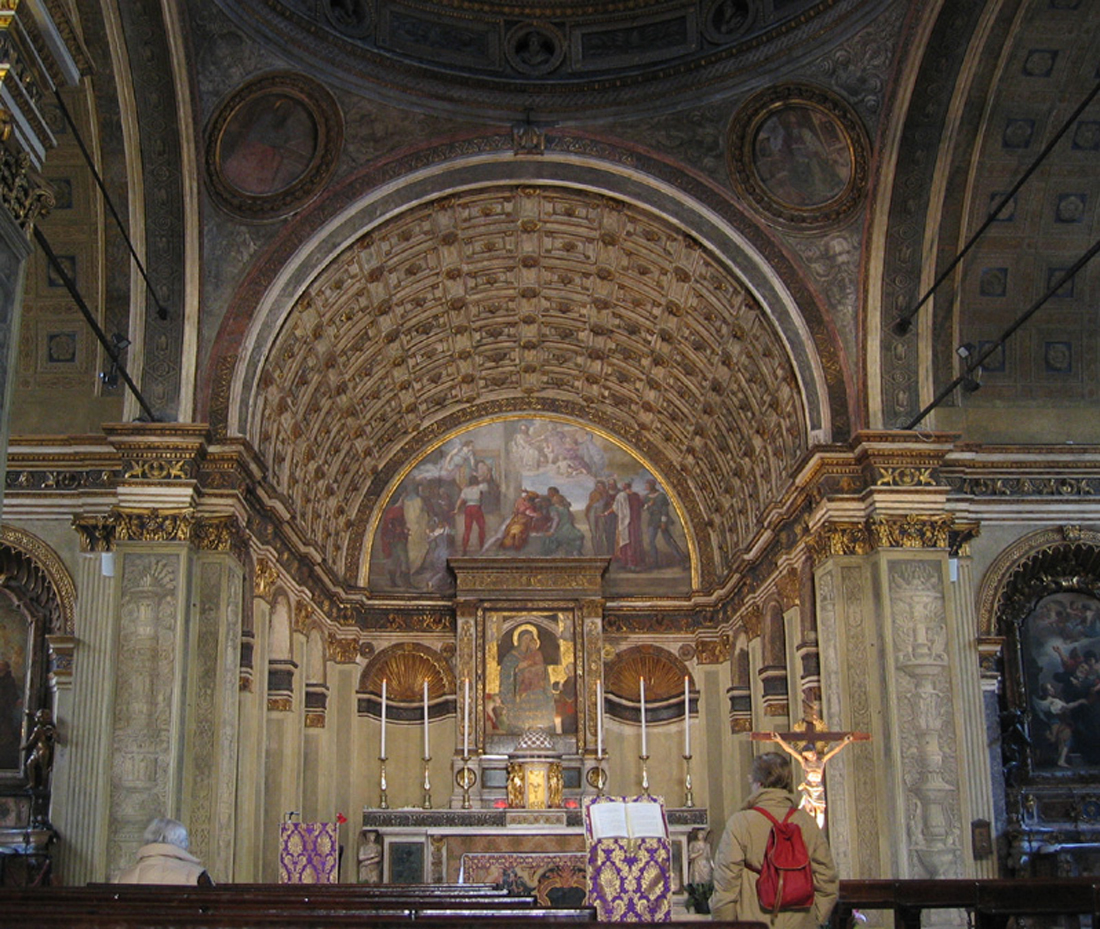
церква Санта Марія прессо Сан Сатіро, Мілан
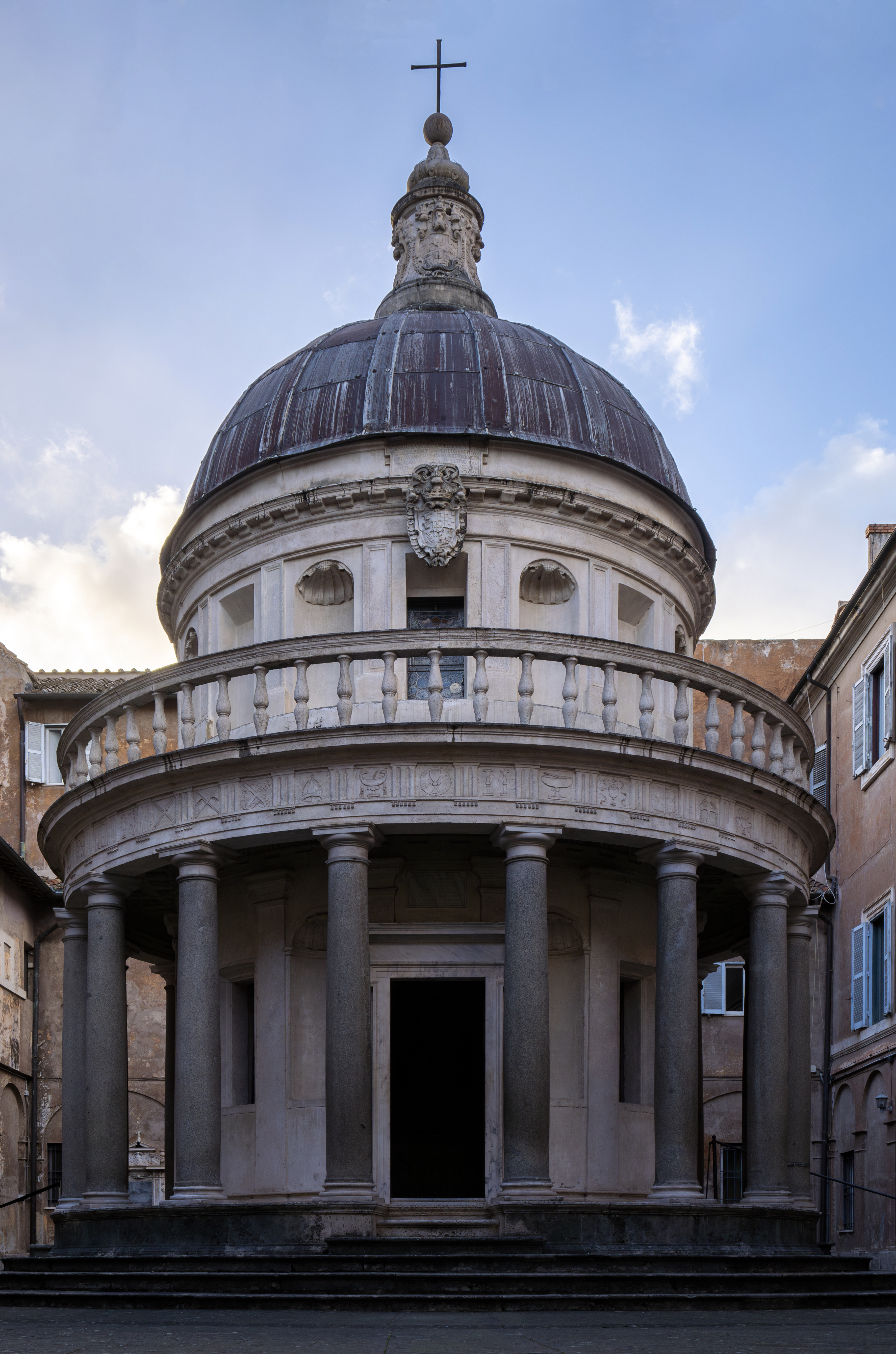
Темпьєто, храмик-ротонда у дворику монастиря Сан Пьєтро ін Монторіо, Рим
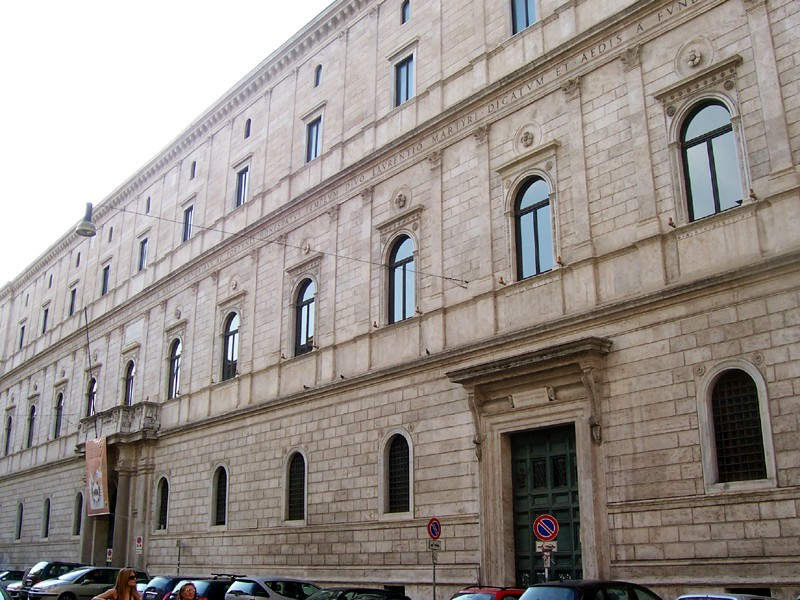
Палаццо Канчеллерія, Рим
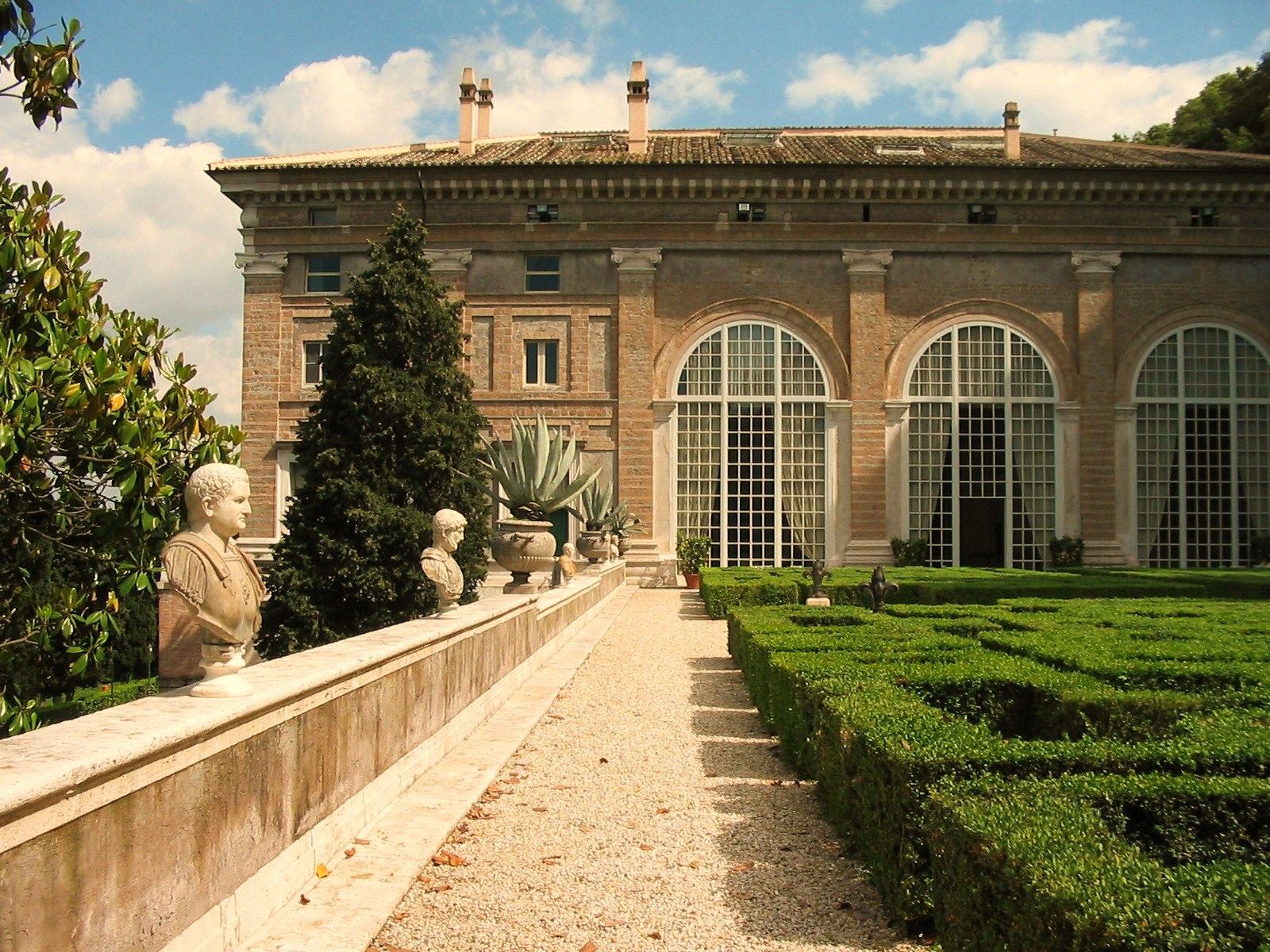
Вілла Мадама, Рим, покинута недобудованою

## Живопис у період 1490–1520рр.

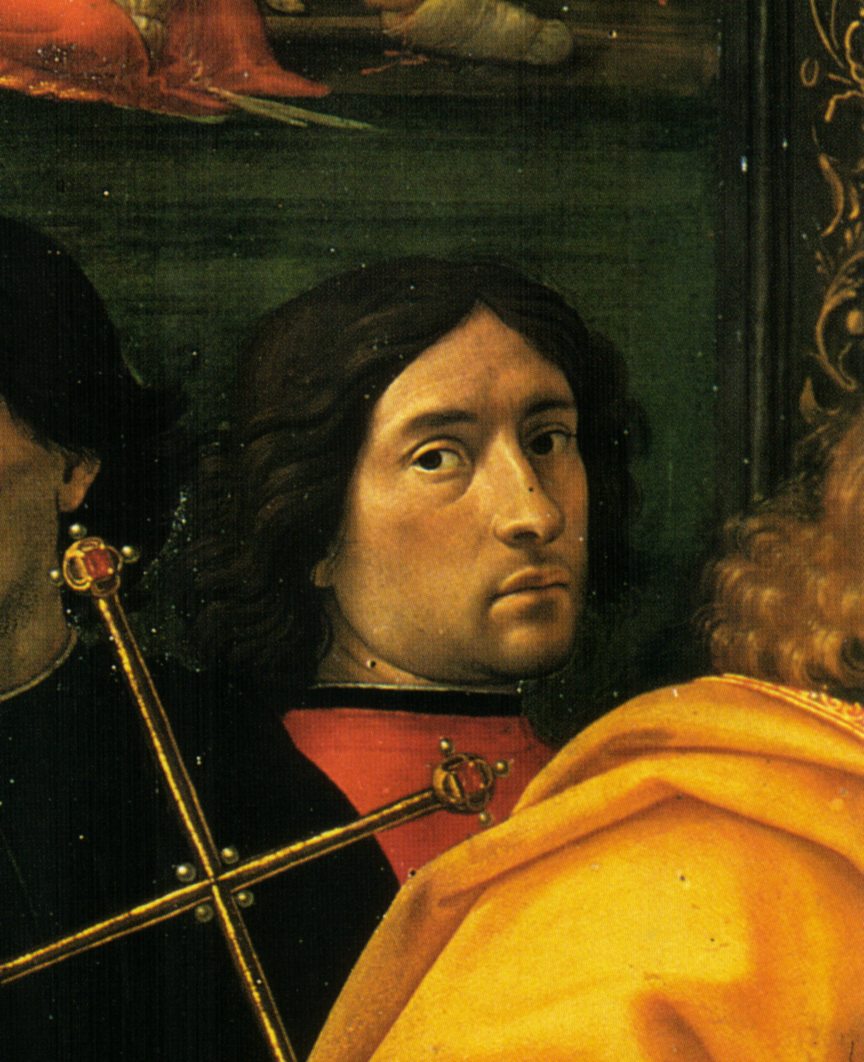
Пізній автопортрет Доменіко Гірляндайо, фреска, 1488 р.

У період 1490–1520 рр. живопис Італії переживає справжній розквіт і вищу фазу свого розвитку. Ще в повну силу працюють талановиті представники кватроченто — Доменіко Гірляндайо, Сандро Боттічеллі, Перуджино, Джованні Белліні. Але підросла і активно захоплює провідні позиції в мистецтві нахабна нова генерація митців, що мало рахується з живими авторитетами нещодавнього мистецького минулого. Їх значно менше, ніж майстрів 15 століття (кватроченто за італійцями), але їх обдарованість і майстерність — майже недосяжні. Їх перелік не перевищує і 10 осіб, але всі вони — велетенські таланти, титани Відродження, серед яких:
- Леонардо да Вінчі
- Джорджоне
- Тиціан
- Рафаель Санті
- Мікеланджело Буонарротті

Пізнє Відродження в Венеції додасть ще постаті Паоло Веронезе та Тінторетто.
Вже за життя цих майстрів їх твори стануть взірцями, а картони Леонардо да Вінчі, Мікеланджело, фрески Рафаеля в Ватикані, картини Джорджоне, портрети роботи Тиціана і Тінторетто стануть школою для поколінь художників як у самій Італії, так і далеко за її межами, якому б століттю чи мистецькому напрямку вони б не належали.

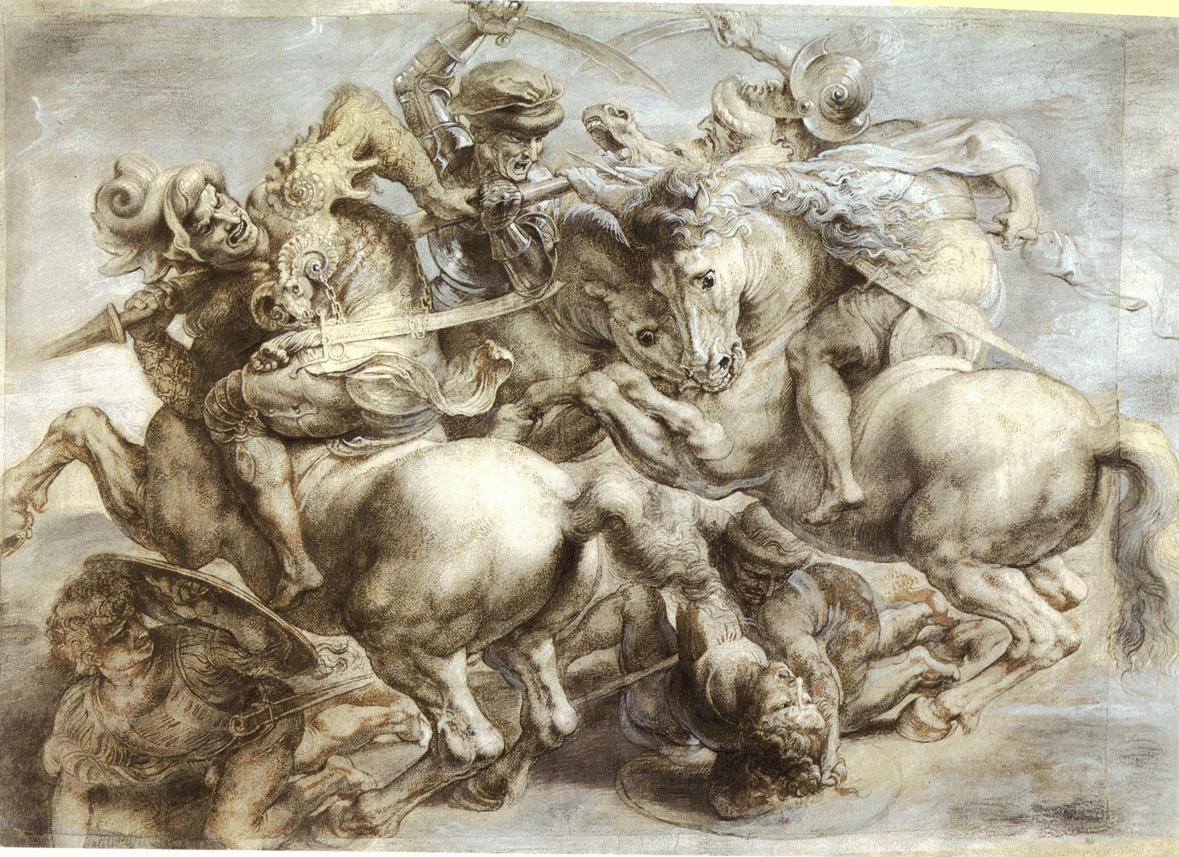
Битва при Ангіарі, копія твору Леонардо роботи Рубенса, Лувр, Париж.
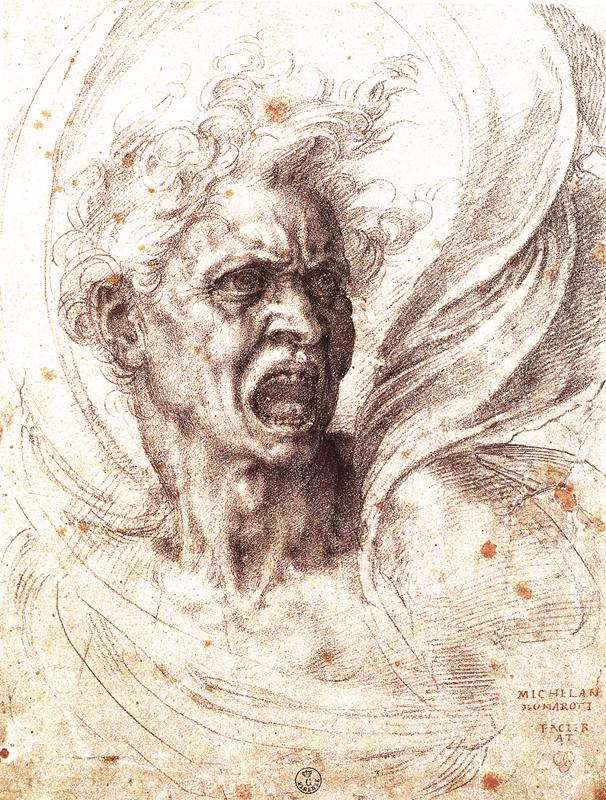
Малюнок Мікеланджело, Галерея Уффіці.
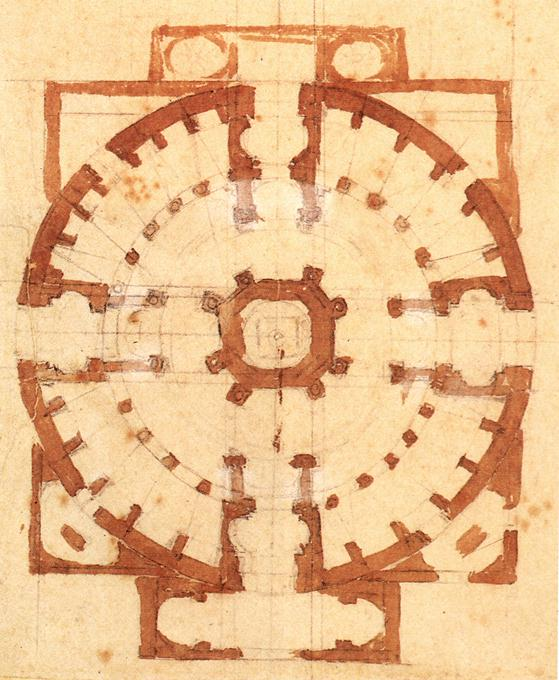
Мікеланджело, план центричної споруди, каза Буонарротті, Флоренція
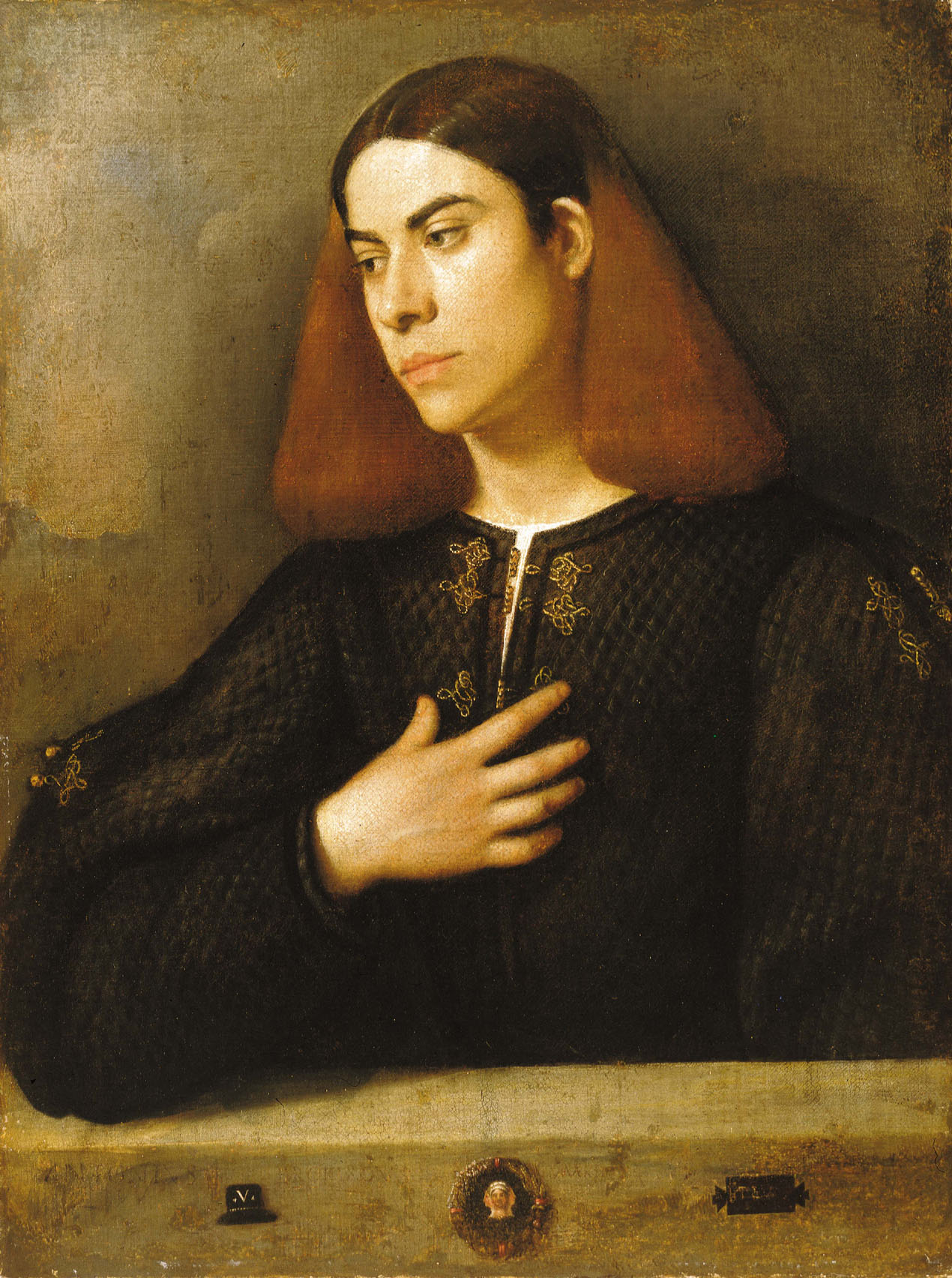
Джорджоне ( можливо, портрет поета Антоніо Броккардо ), 1510 р. Музей образотворчих мистецтв (Будапешт)
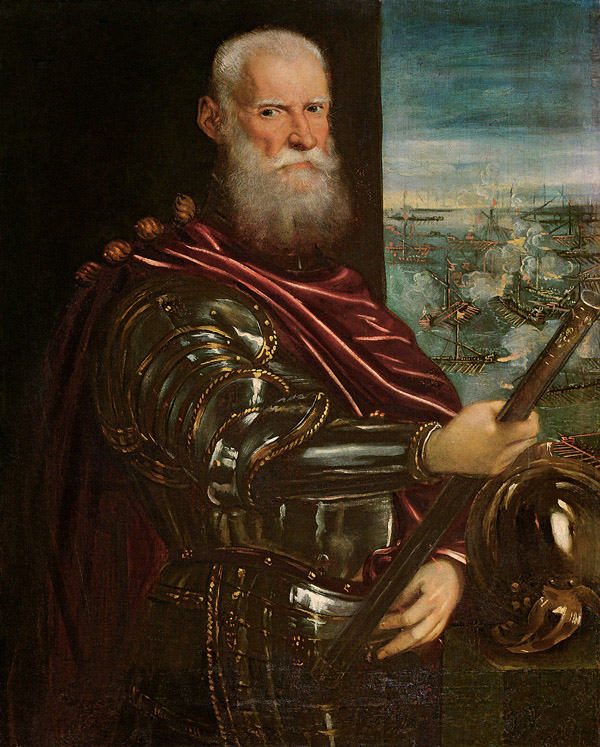
Дож Себастьяно Веньєр - герой бою при Лепанто.
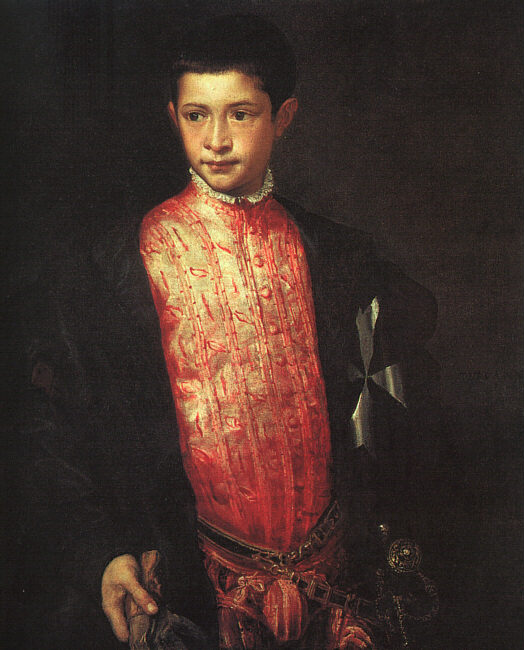
Тиціан. Портрет Раннучо Фарнезе, Вашингтон.
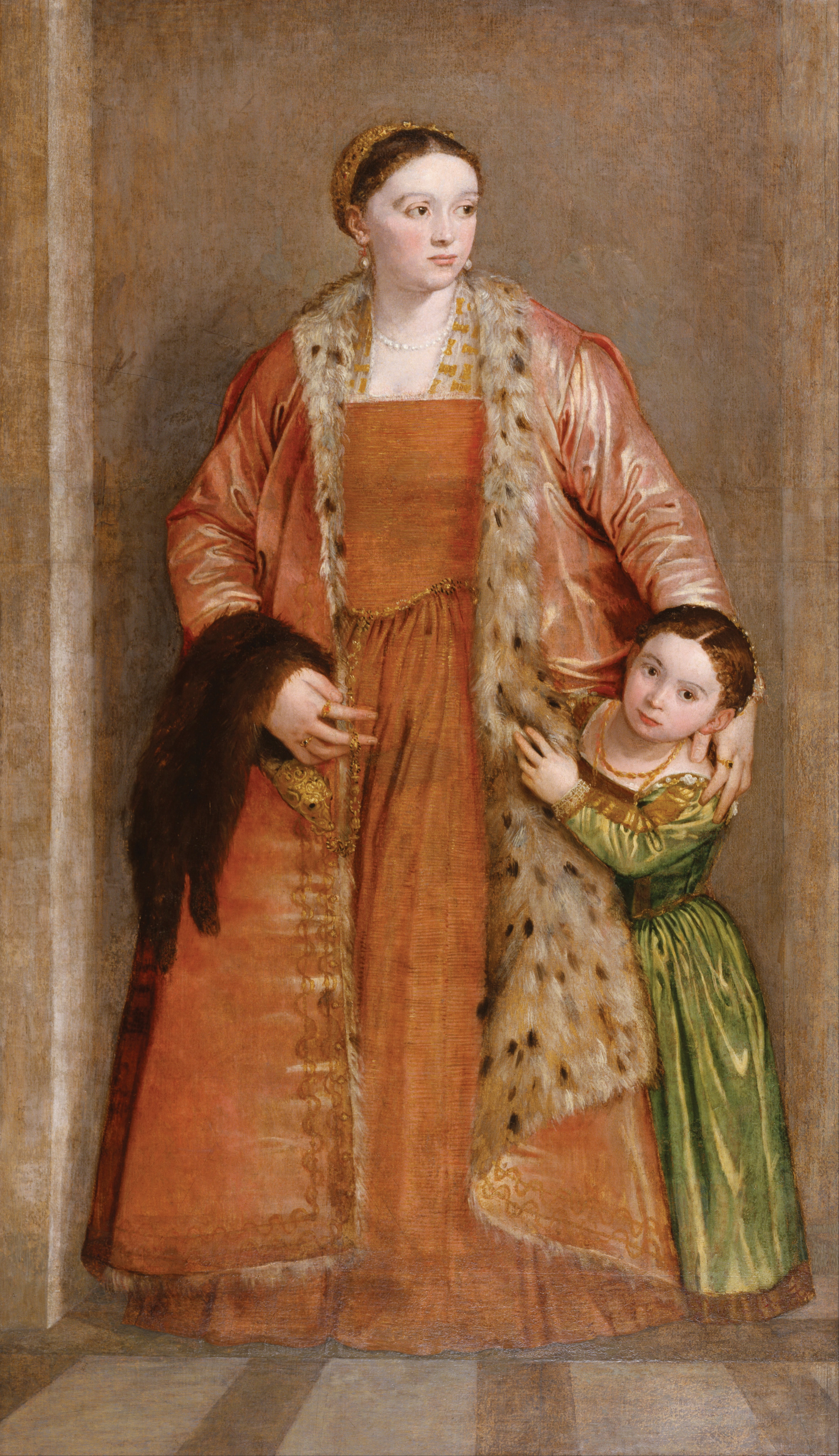
Веронезе, Лівія да Порто Тьєне з дочкою, Балтімор
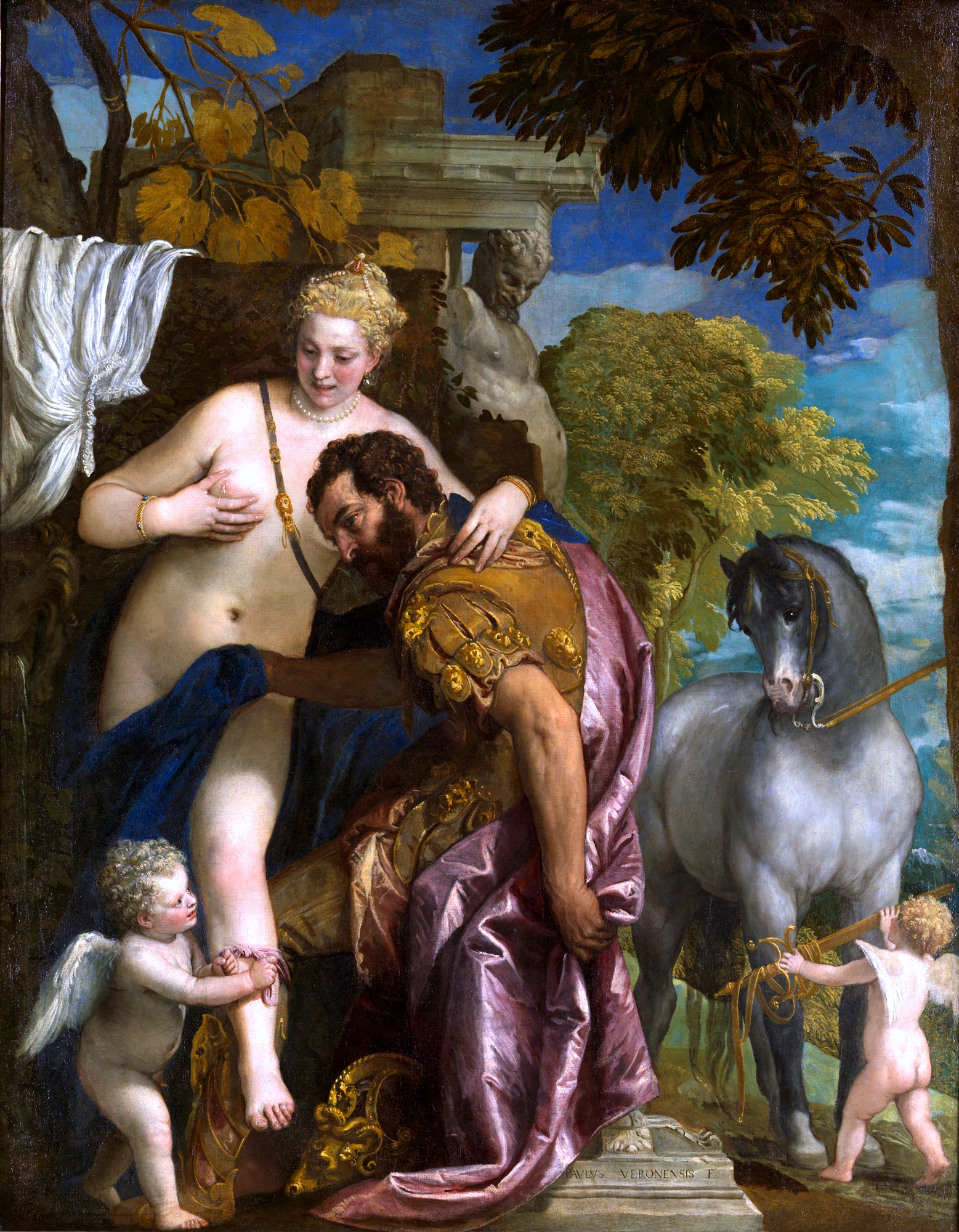
Веронезе, Венера і Марс, Метрополітен-музей, Нью-йорк.

## В добу маньєризму

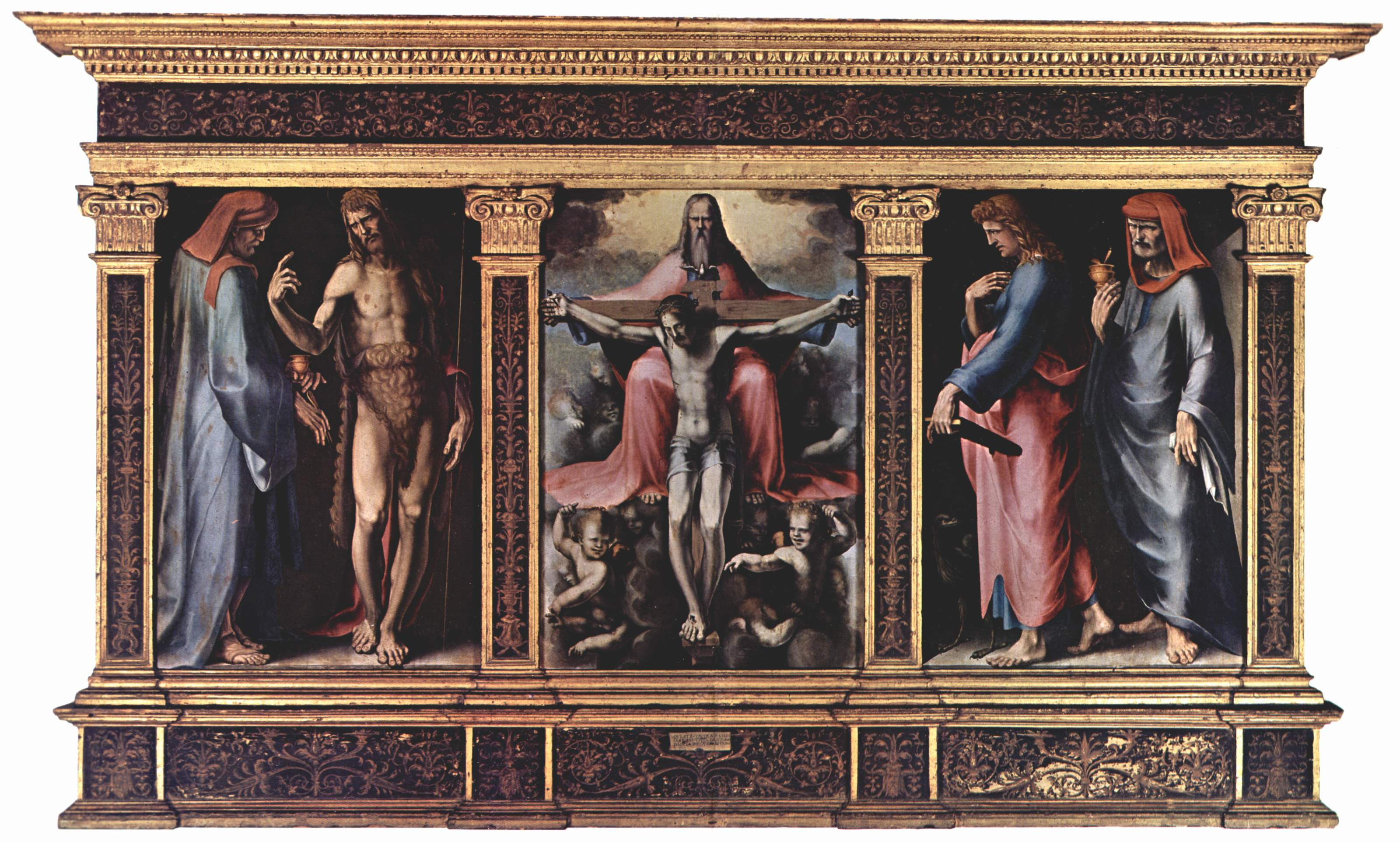
Доменіко Беккафумі, Свята Трійця, триптих, 1513 р. Національна Пінакотека, Сієна.

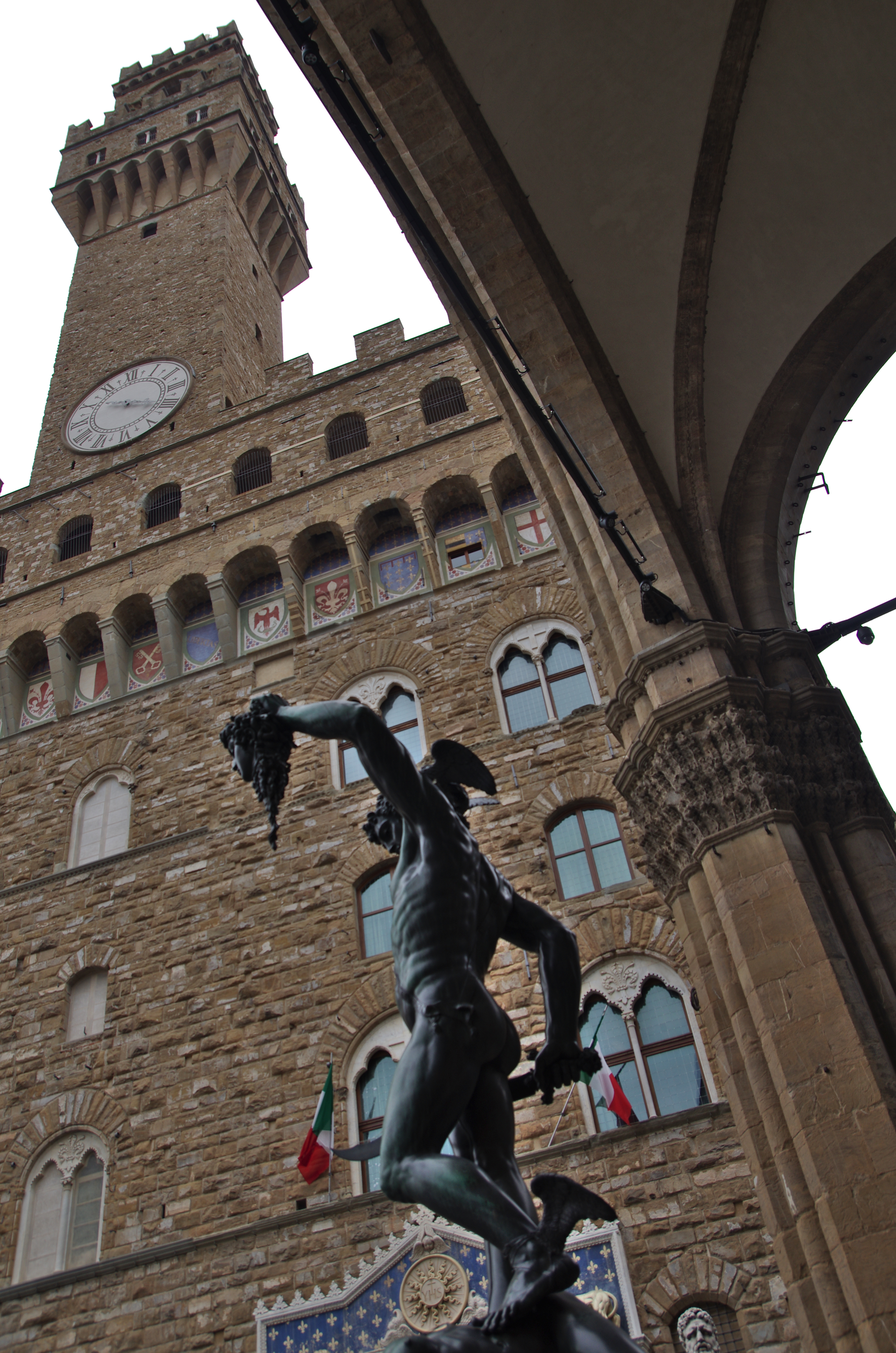
Персей (Бенвенуто Челліні)

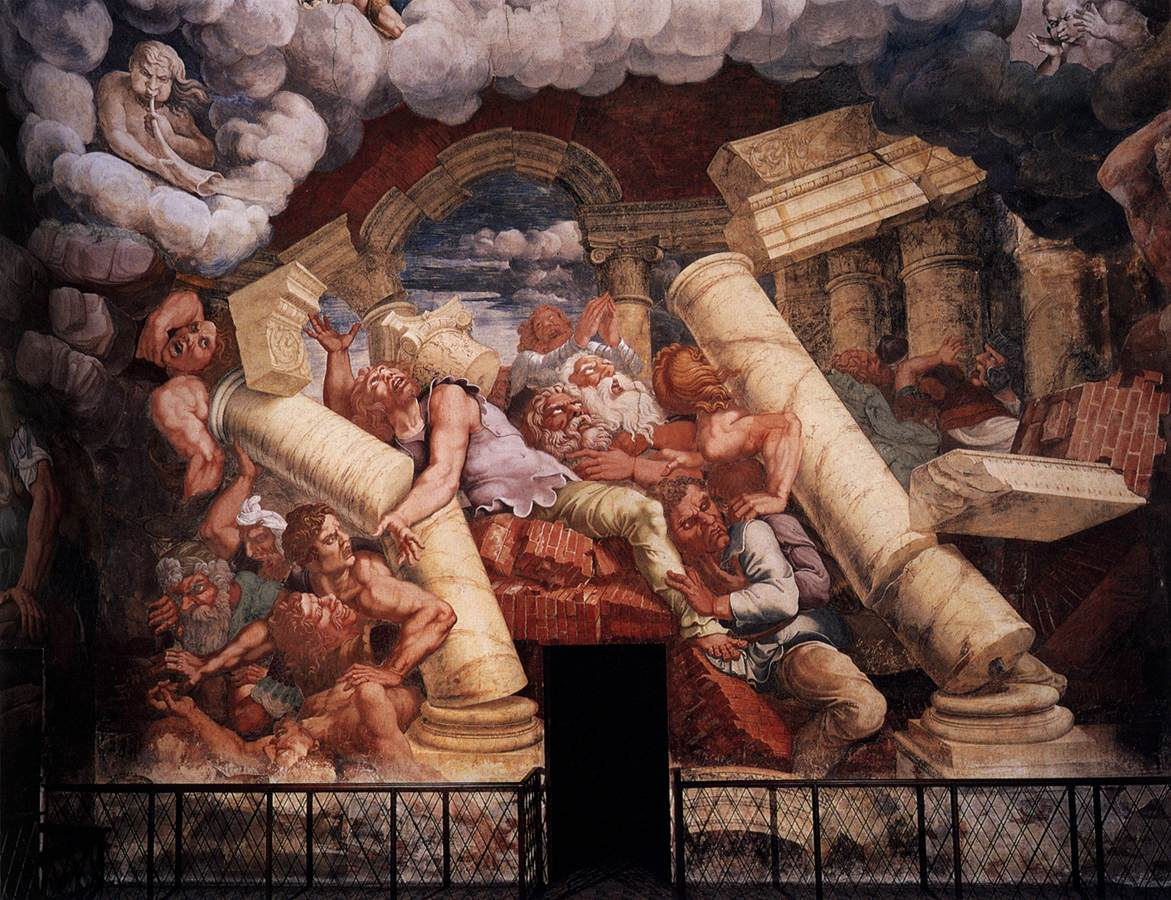
Джуліо Романо, фреска «Загибель Гігантів»

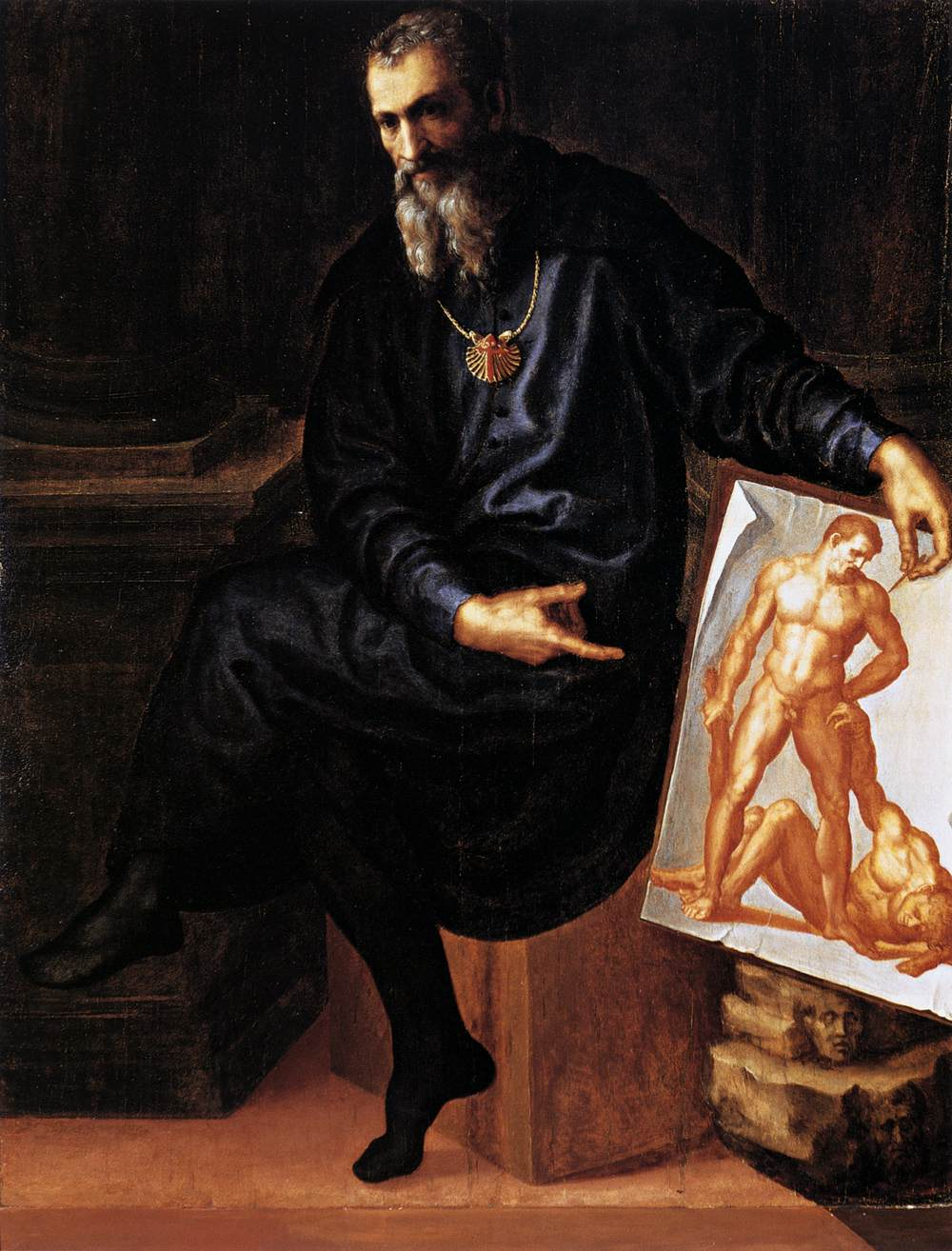
Автопортрет Баччо Бандінеллі Музей Гарднер, Бостон, США.

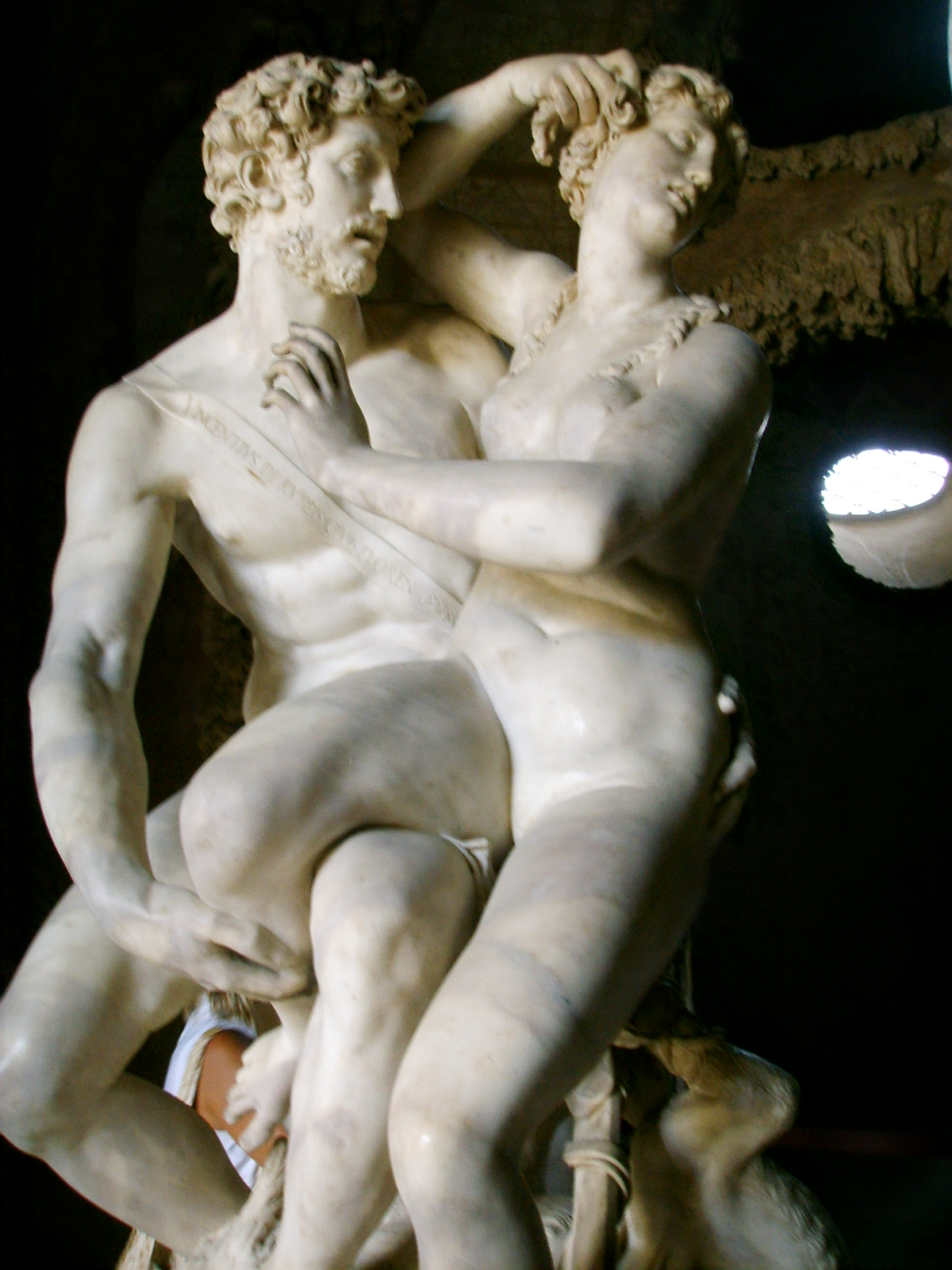
Скульптор Вінченцо де Россі, Парис та Єлена, Грот Буонталенті, Флоренція.

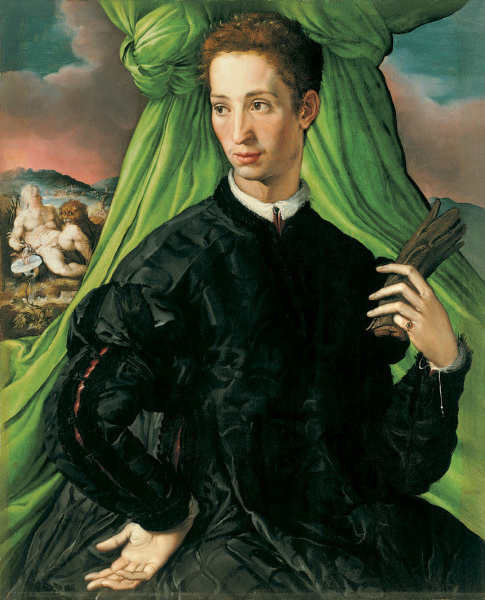
Портрет аристократа з Флоренції, Художній музей (Сент-Луїс), Міссурі, США

Незважаючи на створену стилістику Високого Відродження, приходять істотні зміни у світогляді митців і в мистецтві після пограбування і руйнації Риму у 1527 р. (Сакко ді Рома).
Але криза папської влади розпочалася задовго до трагічного 1527 року. Пограбування Риму у травні 1527 року стало лише кульмінацією давнього процесу. Кризу добре відчували римські митці, в світогляді і творах яких посилились елементи зневіри в політиках, розчарування, тривоги, передчуття катастроф. Прийшло усвідомлення власного безсилля вплинути на трагічний перебіг подій, якщо на нього не можуть вплинути папа римський, дож Венеції, король Франції Франциск I, що потрапив і перебував у полоні. Кризу настроїв підсилювали і так звані Італійські війни, які розпочалися на землях Італії, активна політика Контрреформації, яку десятиліттями жорстоко проводили римські папи, посиливши політичну і духовну цензуру, надавши великі повноваження каральним чернечим орденам, перш за все - єзуїтам.
Митці попереднього покоління ще за інерцією створюють гармонійні образи в стилістиці Відродження. Але нове покоління, захоплене розчаруванням, наслідує лише віртуозну художню техніку та ерудицію попередників, а не гармонію і не гуманістичні настанови попередників. В картинах і фресках, в скульптурі виникають видовжені, занадто елегантні фігури, знервовані і тривожні. Тло картин і фресок насичується фантастичною архітектурою з нереальними сходинками і людським натовпом, а головні персонажі наче підхоплені тим же стихійним, тривожним рухом, що і оточення. Художники відмовляються вивчати натуру як таку — заради вивчення художньої манери уславлених попередників. В моді — дивацькі композиції, нереальні, ядучі фарби і люди, що забули про радість.
Маньєризм — як мистецька течія в європейському мистецтві та архітектурі 16 століття, відобразила кризу гуманістичної культури Відродження. Характеризується втратою ренесансної гармонії між тілесним і духовним, природою та людиною.
Важливою особливістю маньєризму як стилю був його аристократизм, недемократичність, орієнтованість на смаки багатих володарів, взагалі припалацовий характер. Головними замовниками і споживачами мистецтва маньєризму була церковна і світська аристократія . Ще в добу Відродження значні мистецькі центри, тепер і маньєризму, гуртувались при дворі папи римського, герцогського двору у Флоренції, при королівських палацах в Фонтенбло (Франція), Ескоріалі (Іспанія), Празі (Чехія), Кракові (Польща). Навіть коли мистецькі центри розташовані поза межами відомих центрів маньєризму, вони все одно виконують замови аристократів (зброярі Мілану (Італія) десятиліттями працювали на замовлення королів Франції з маньєристичними смаками).
Характерними особливостями художнього рішення робіт, що відносяться до стилю маньєризм, можна вважати підвищену духовність (нерідко суміщену з не менш сублімованим еротизмом або, навпаки, підкреслено протипоставлену йому); напруженість і зламаність ліній (зокрема, використання так званої «змієвидної» лінії в композиціях), видовженість або навіть деформованість фігур, напруженість поз (контрапост), незвичайні або чудернацькі ефекти, пов'язані з розмірами, освітленням або перспективою, використання дратівливих хроматичних кольорових гам, перевантаження композиції фігурами і деталями тощо.
Зовні наслідуючи майстрів Високого Відродження, маньєристи в Італії наполегливо підкреслювали трагічні дисонанси побуту, владу ірраціональних сил, суб'єктивність мистецтва. Духовний світ особи 16 століття ускладнився, став більш тривожним і знервованим. Ці нові настрої і відобразили митці доби маньєризму, на що не спромоглося мистецтво Відродження з його орієнтацією на гармонійні образи і намагання підтягнути особу до вигаданого ідеалу. Митці маньєризму, навпаки, реалістично відтворюють тривожних і знервованих сучасників, не тягнуть їх до вигаданого ідеалу, віру в який остаточно втратили. Найголовніше те, що маньєризм в помітній формі відбив істотну, подібну до вибуху трансформацію образотворчого мистецтва та літератури від середніх віків до «Нової історії».
З поруйнованого у 1527 р. Риму почався відтік відомих майстрів — його покинули Мікеланджело Буонарроті, Джуліо Романо, Джорджо Вазарі, низка інших майстрів. Вони знаходять інших покровителів і плідно працюють по-за межами Риму, розносячи нові ідеї далі — від Мантуї і Флоренції до Фонтенбло у Франції і Ескоріала у Іспанії.
Останнім центром Високого Відродження залишилась лише Венеція, що мала власні темпи розвитку образотворчого мистецтва, а в добу Відродження вступила з запізненням в порівнянні з іншими мистецькими центрами Італії. Вже в творах Тінторетто почався розподіл на два стилі — відродження і маньєризм. Останній з роками почав переважати і в образотворчому мистецтві Венеції.

## Маньєризм в архітектурі і виникнення палладіанства

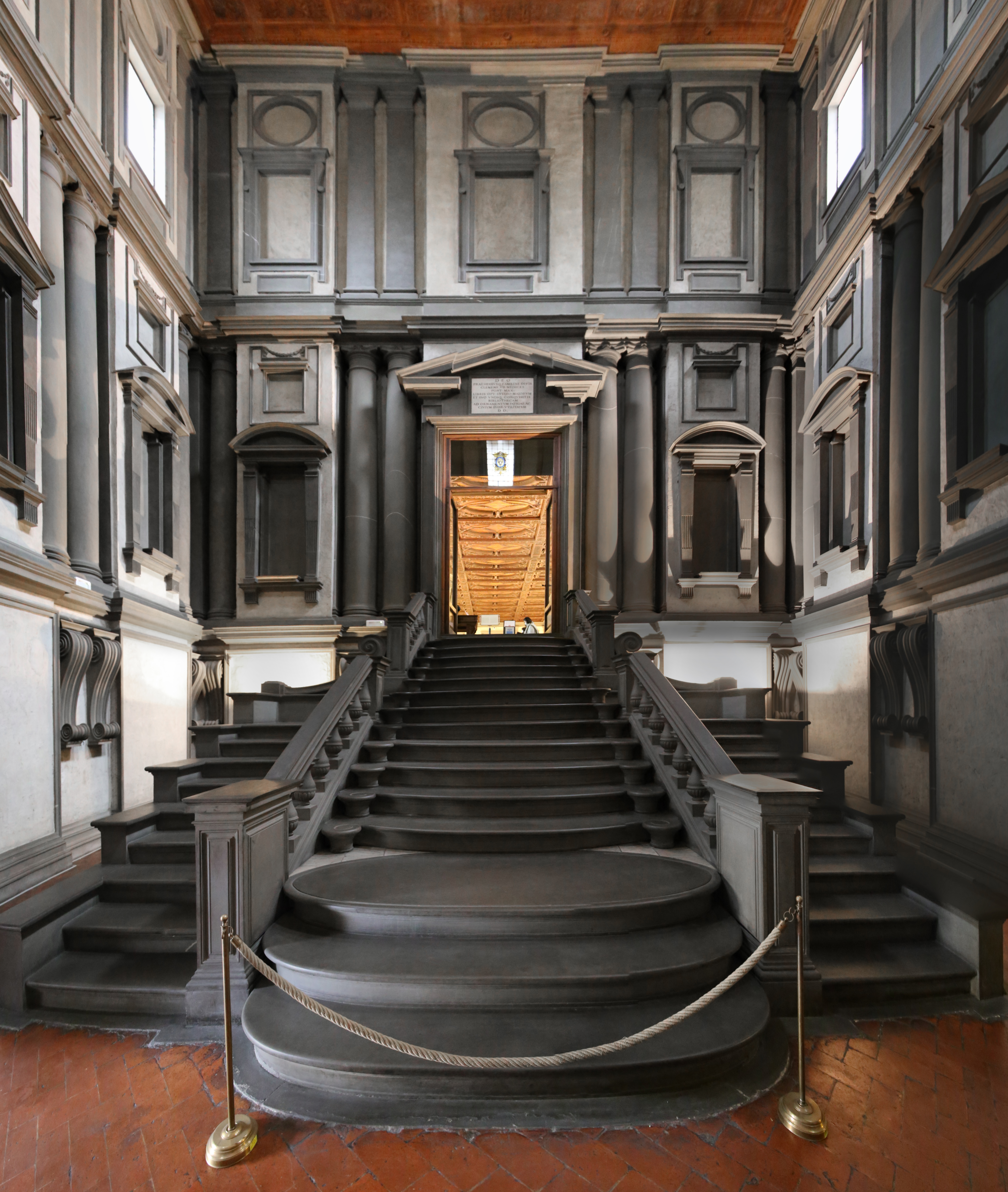
Сходи Бібліотеки Лауренціана, Флоренція

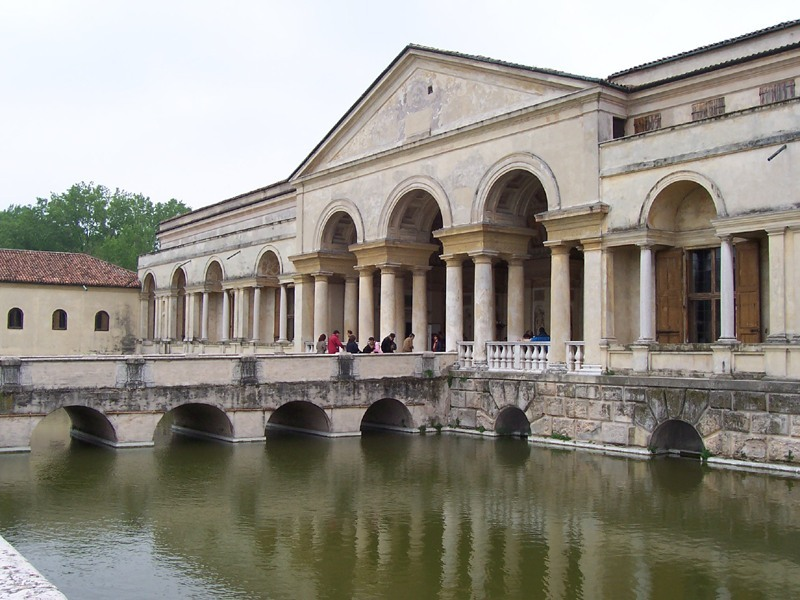
Джуло Романо, фасади палацу дель Те

За живописом до стилістики маньєризму підтяглася і італійська архітектура. Фантазійні архітектурні образи, що вперше виникли в картинах і фресках Франческо Сальвіаті, Джорджо Вазарі, тепер вибудовують в реальності. Перші зразки незвичної, нервово напруженої, негармонійної архітектури дав вже Мікеланджело, якого примусили займатися архітектурою. Гігантські розміри Порта Піа (міської брами в Римі) пригнічують особу нелюдським масштабом, наче створіння небезпечного велетня. Дивацький зразок сходинок реалізував Мікеманджело і у вестибюлі бібліотеки Лауренціана у Флоренції. Вони розподілені на три частини — прямокутні бічні і заокруглені центральні. Сходи позбавлені зручних поручнів, замість яких невисокі тумби, волюти і низька балюстрада, швидше декоративна, ніж практична. Цими сходинками мимоволі йтимуть повільно, аби не поламати ніг. Ще незвичнішою була архітектурна декорація стін, де перебільшеним архітектурним формам тісно, вони наче рухаються разом з відвідувачем, а контрасти кольорів стін і деталей лише підсилюють відчуття напруги і тривоги.
Ці зразки підхоплюють інші. Так, потворна велетенська маска прикрасила палац Дзуккеро в Римі (архітектор Федеріго Дзуккеро), а велетенські брили каменю і грубий руст використані в спорудах Бартоломео Амманаті, Джорджо Вазарі, Джуліо Романо. Останньому доручили створити заміський палац дель Те, де архітектор створив ансамбль чудернацьких колоннад, порожніх і тісних двориків, фасадів з дивацьким, ірраціональним архітектурним декором.

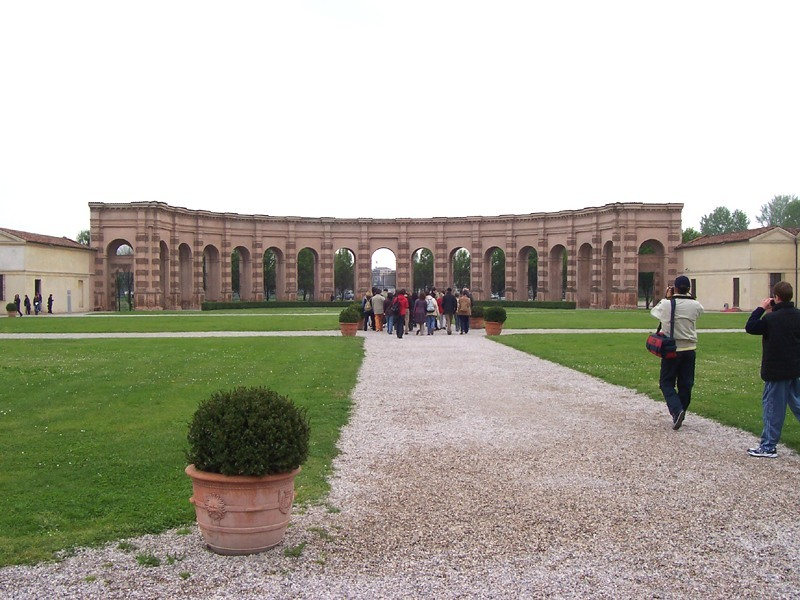
Брама палацу дель Те
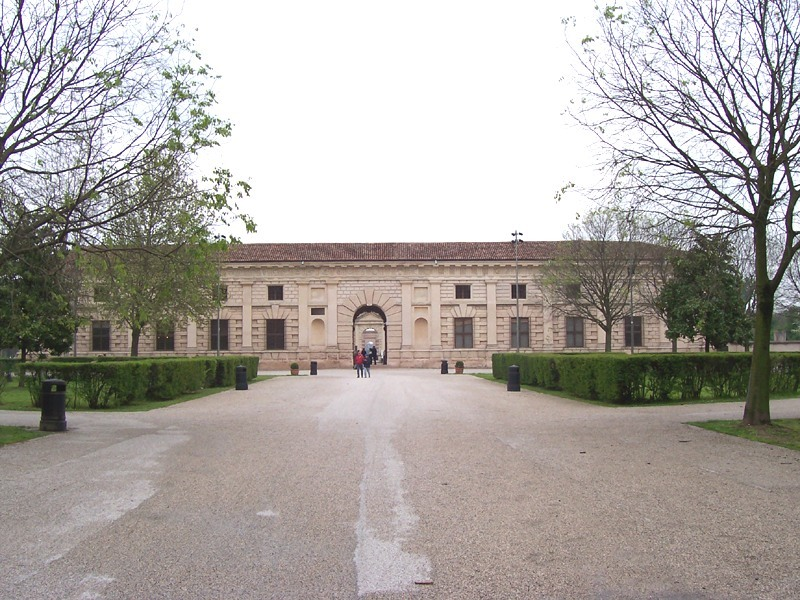
Двір палацу дель Те
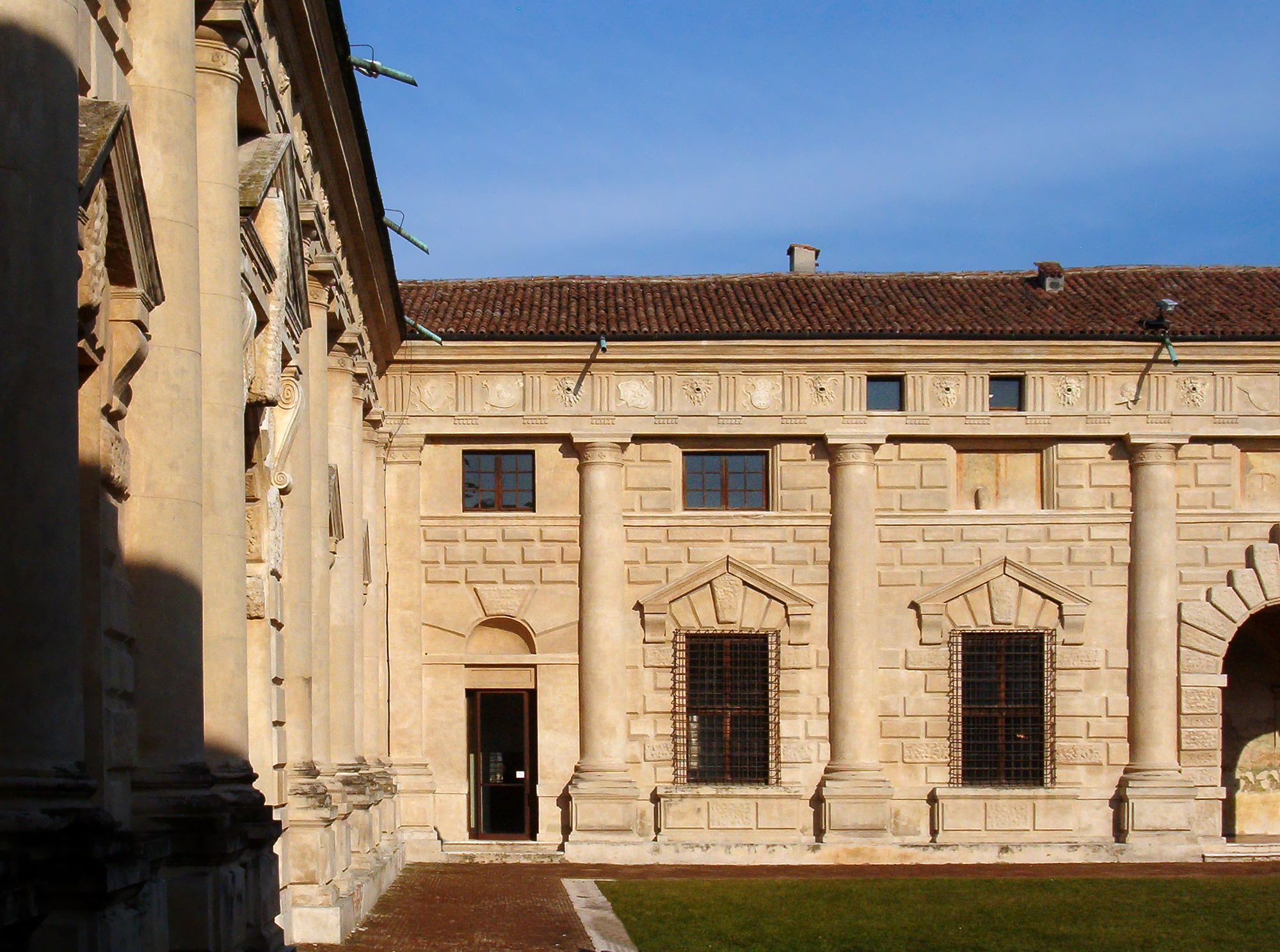
Фасади палацу дель Те

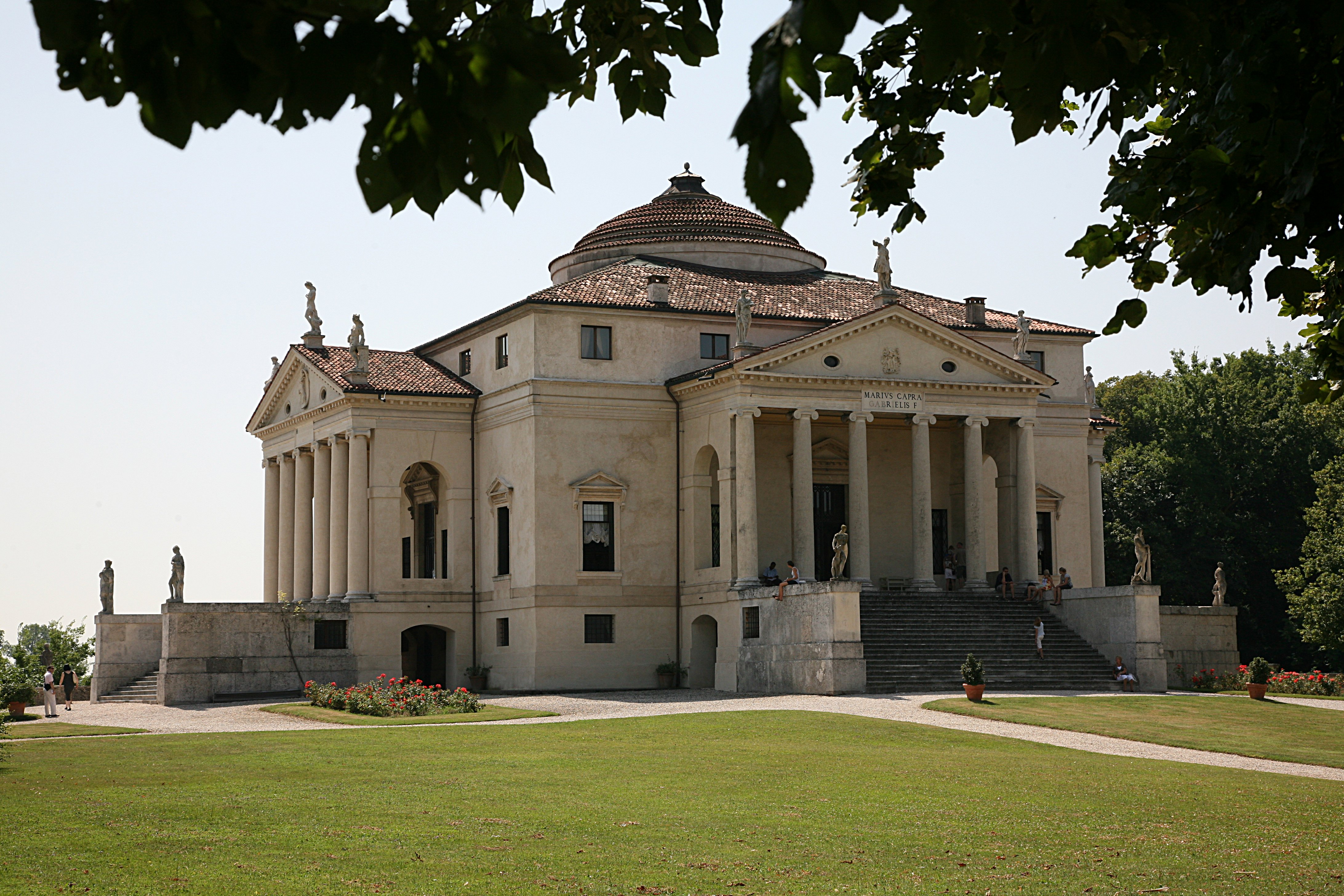
Палладіо. Вілла Ротонда

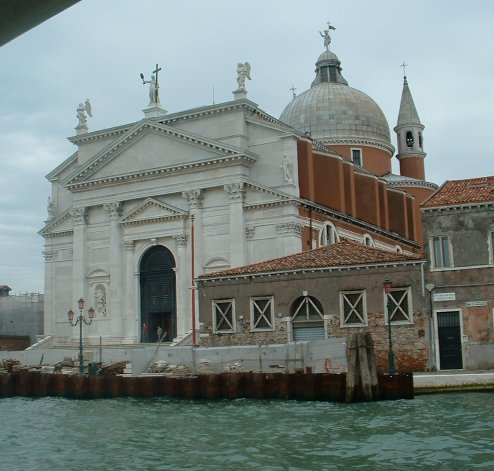
Палладіо. Церква Іль Реденторе

Дещо іншим шляхом пішов розвиток архітектури на Півночі Італії, в містах Віченца і Венеція. У 1570 році архітектор Палладіо надрукував свій трактат «Чотири книги про архітектуру» і додав власні малюнки залишків античних споруд, які старанно вивчав і їх реконструкції. Видання було узагальненням теоретичних і практичних навичок архітектора, висновком його архітектурного досвіду. Архітектор творчо розвинув спрощені форми, запозичені з давньоримської архітектури періоду імперії (трикутний фронтон, портик, колонада, повна симетрія частин, обмаль декору тощо).
Після виходу в світ цієї книги Палладіо — він практично став другим найвизначнішим теоретиком архітектури Італії після відомого теоретика XV століття на ім'я Альберті Леон-Баттіста (1404—1472).
Видання швидко було переведене на іноземні мови, в тому числі на англійську. Його часто розглядали як підручник і широко використовували для навчання і практичного використання настанов Палладіо в будівництві протестантських країн. Несподівано трактат архітектора — католика став прапором супротивників римського варіанту бароко (так званого стилю єзуїтів) в протестантських країнах, а класична, спрощена (давньоримська) манера його архітектури тепер протиставлялася пишним формам італійського бароко, особливо тим, що культивувались в Римі і силоміць запроваджувались в різних кутах світу. Палладіанство як стиль в архітектурі поширився Європою, рекрутуючи у лави своїх прибічників митців різних країн і століть, докотившись до початку XIX століття.

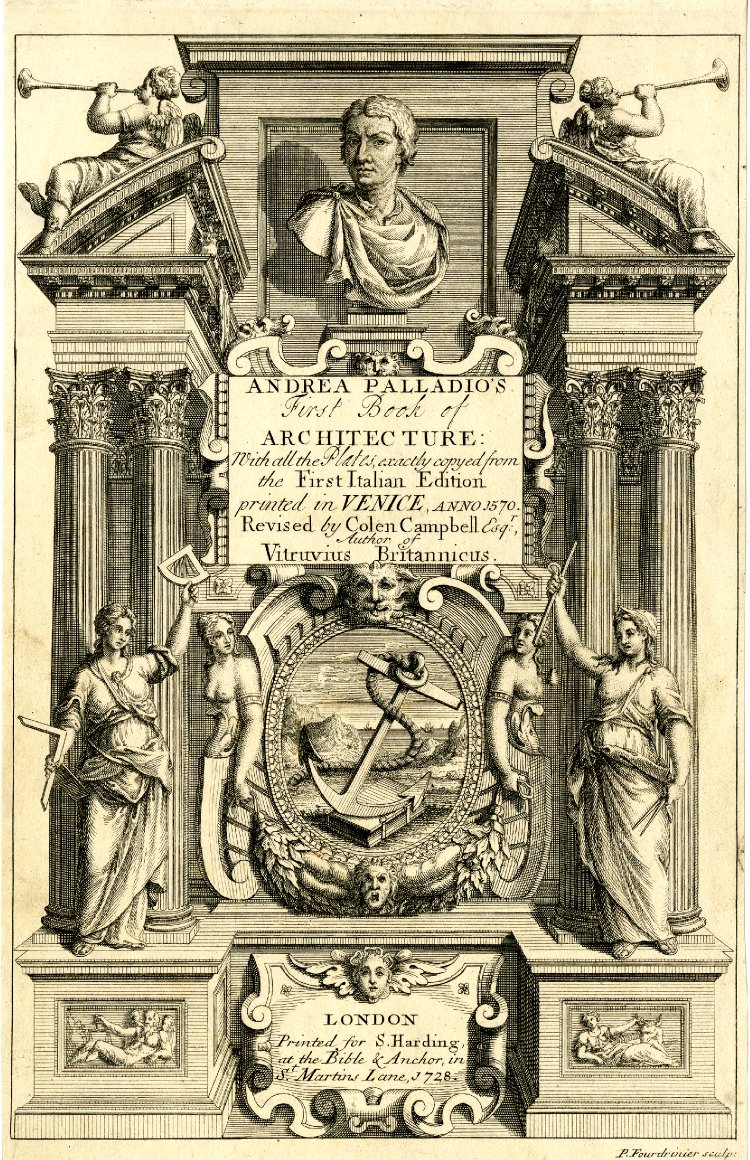
Фронтиспіс видання «Чотири книги про архітектуру», 1728 р.
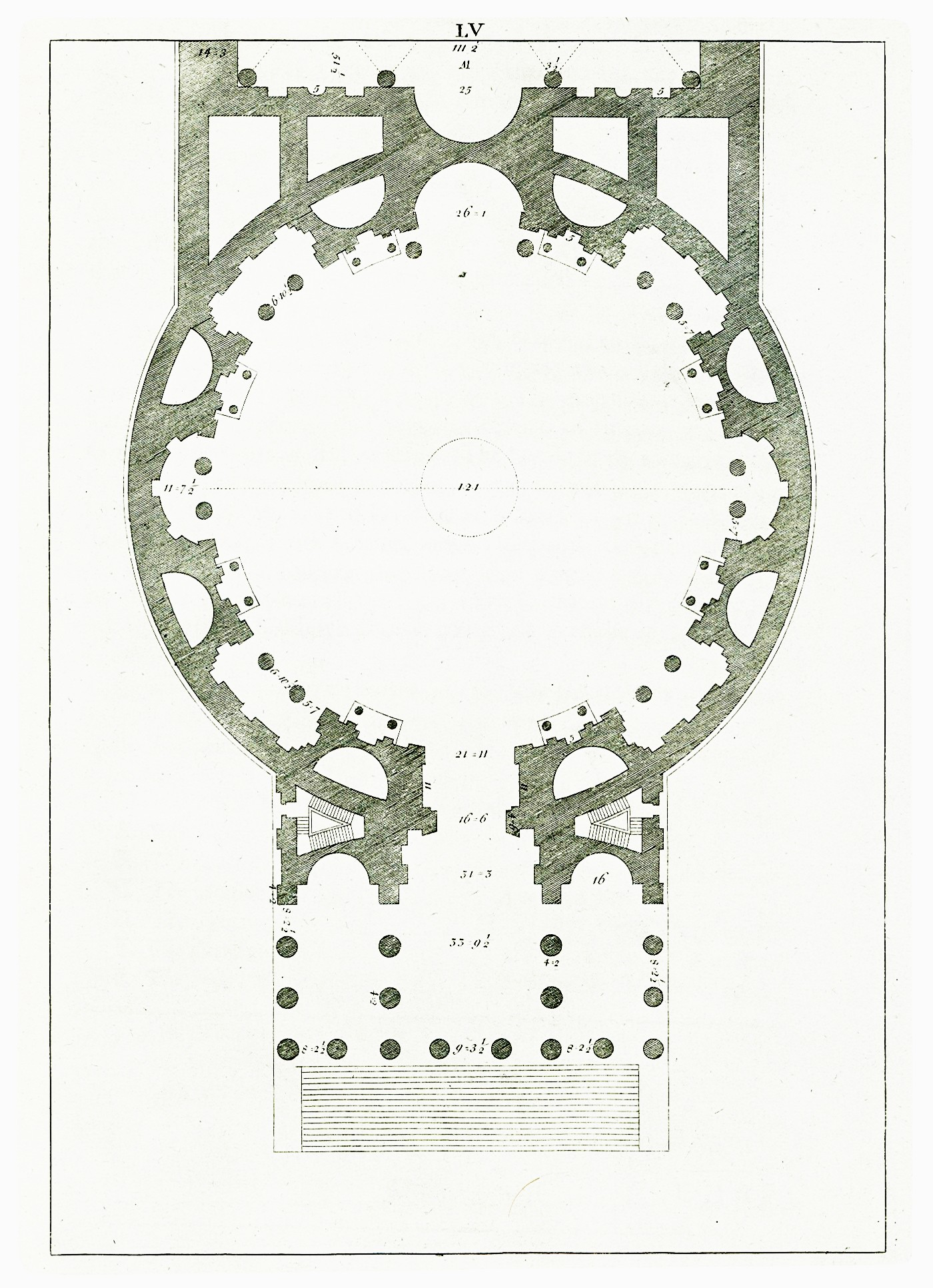
Пантеон в римі. Реконструкція плану Палладіо
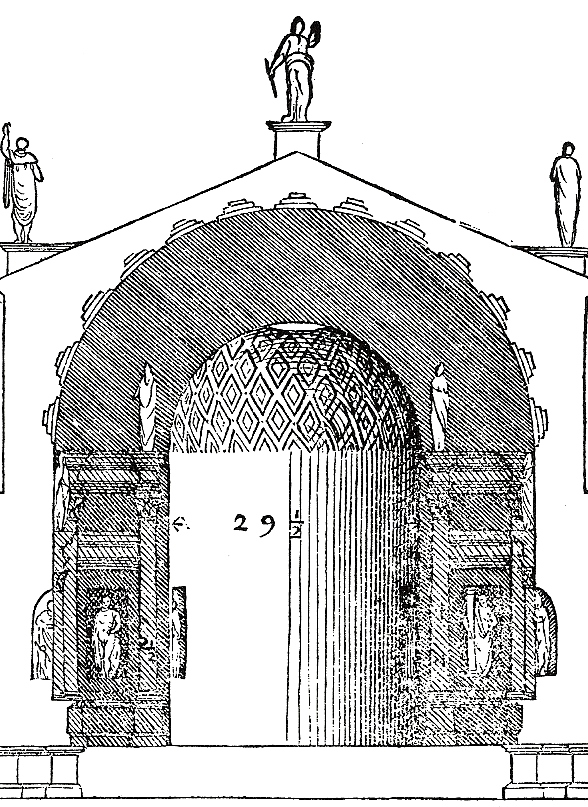
Храм Венери у Римі. Реконструкція Палладіо.
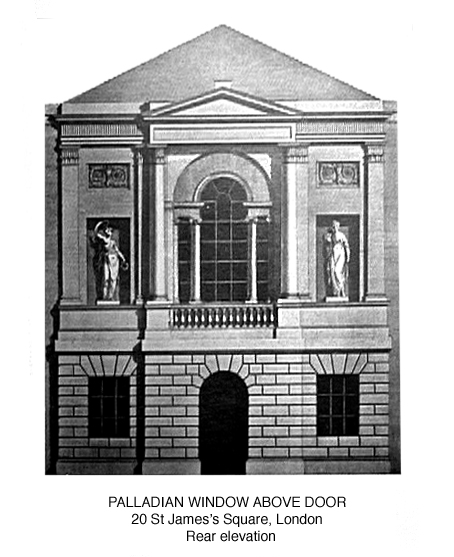
Зразок фасаду з палладіанським вікном

### Наслідки маньєризму

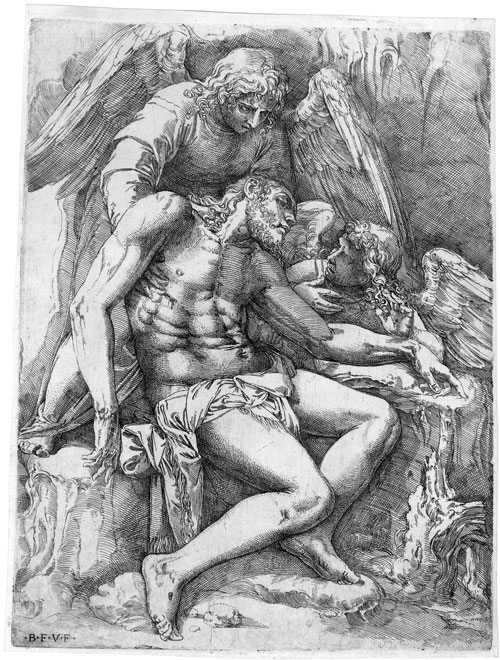
Худ. Джованні Баттіста Франко, гравюра «Мертвий Христос і янголи»

По різному відбився маньєризм і на галузях мистецтва. Італія була класичною країною маньєризму, саме там виникли видатні його зразки в живопису, скульптурі, архітектурі, медальєрному і декоративно-ужитковому мистецтві.
Механічний, запозичений характер мав маньєризм Іспанії, де винятком стало лише художнє надбання Ель Греко, справедливо оцінене лише в XX столітті. Запозичений характер італійського маньєризиму у Франції, навпаки, надав змогу розвинутись і досягти успіхів саме національній художній школі в XVI столітті.
Надзвичайне значення мав маньєризм і для виникнення і розвитку мистецтва бароко, яке запозичило велику кількість форм, засобів і образів саме цього стилю.
Саме на добу маньєризму в Італії припало і створення перших академій мистецтва як центрів художньої освіти —
- академія Кальварта, 1547 р.
- академія Св. Луки, Рим, 1573 р
- академія поставших на правильний шлях в місті Болонья (Accademia  dei  Incamminati), бл. 1585 р.

Остання набула надзвичайного авторитету і мала суттєвий вплив на створення та функціонування подібних академій в країнах Європи впродовж двох століть. Створення академій сприяло підтримці художніх і технічних традицій, але мало і негативний вплив через канонізацію ідеальних образів і відмову від творчих пошуків.
Відомо, що мистецтво доби Відродження мало досить обмежений характер і залишилось надбанням лише декількох культурних центрів(Флоренції, Риму, Венеції, декількох провінційних міст Італії, Франції, Німеччини, Польщі й України в її складі). Маньєризм, навпаки, мав значне поширення — майже по всій Європі. Вплив був таким міцним, що останні маньєристи Голландії (гравери) працювали ще в Петербурзі (Росія)на початку XVIII століття разом з майстрами високого і пізнього бароко.

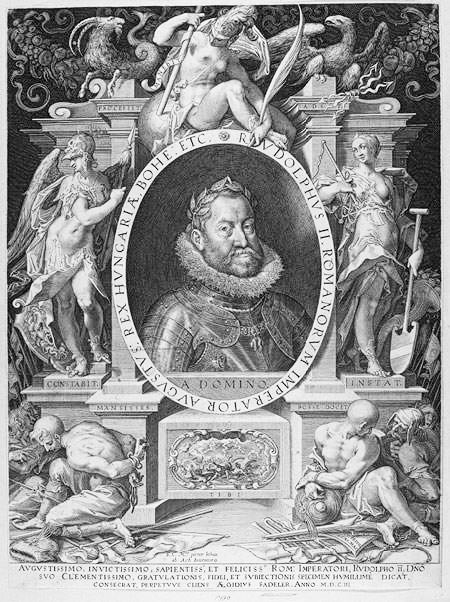
Гравюра Егідіуса Заделера за твором Ханса фон Аахена «Портрет імператора Рудольфа II»
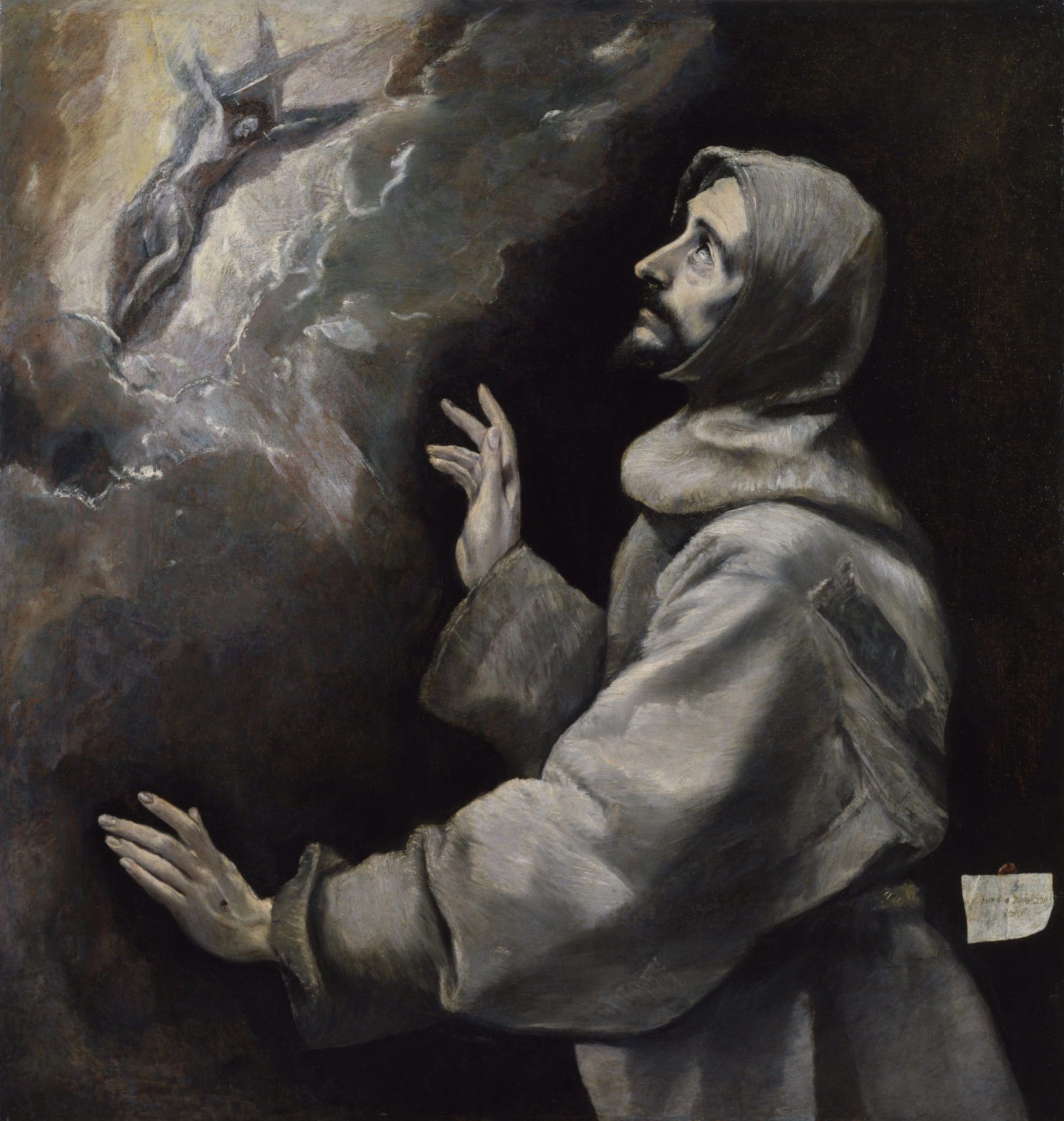
Ель Греко. «Стигмати Св. Франциска Ассізького»
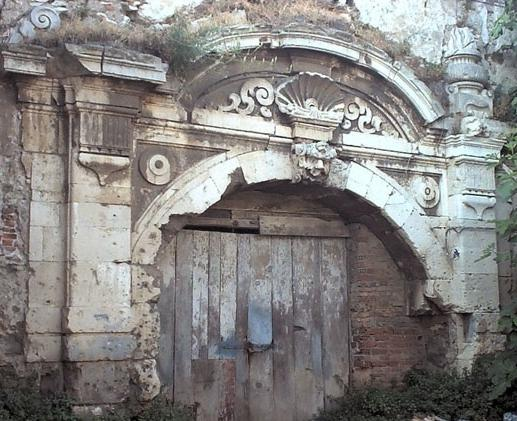
Архітектори Доменіко Б'юндо і Антоніо Амато. Брама фортеці в місті Мессіна, Італія, маньєризм.
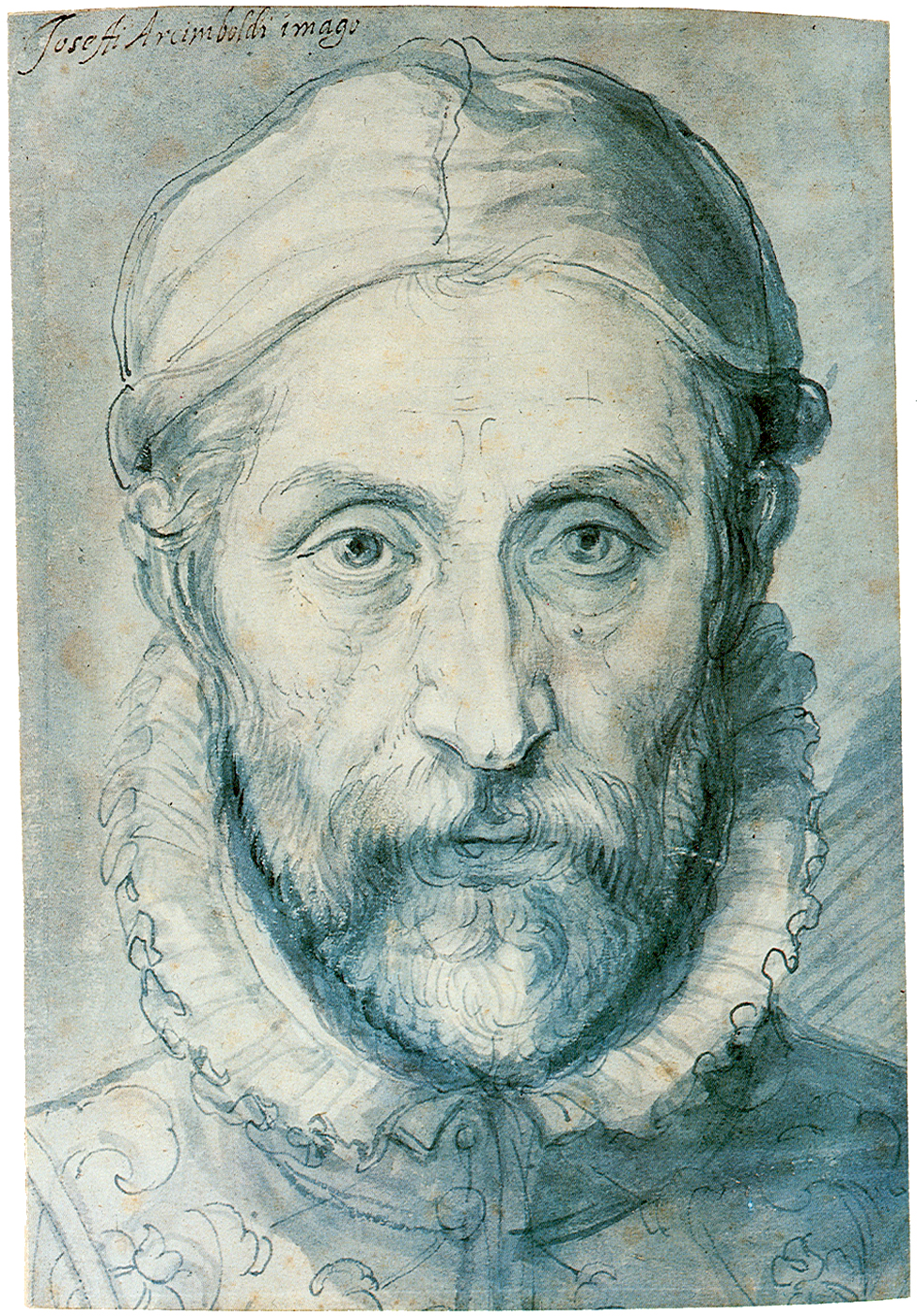
Автопортрет Арчімбольдо